# Comuna Iara, Cluj
Iara este o comună în județul Cluj, Transilvania, România, formată din satele Agriș, Borzești, Buru, Cacova Ierii, Făgetu Ierii, Iara (reședința), Lungești, Mașca, Măgura Ierii, Ocolișel, Surduc, Valea Agrișului și Valea Vadului.
Pe Harta Iosefină a Transilvaniei din 1769-1773 (Sectio 108) satul Iara apare sub numele de Jára.

## Drumuri secundare și poduri romane
In Bazinul Iara au fost identificate câteva drumuri secundare și poduri romane. Două drumuri secundare travesau și satul Iara. Podul roman peste Valea Ierii din Iara a fost total distrus în cursul vremii. In teren nu mai există nici o urmă a acestui pod.

## Demografie
Componența etnică a comunei Iara
     Români (83,45%)
     Romi (6,96%)
     Alte etnii (1,34%)
     Necunoscută (8,25%)
Componența confesională a comunei Iara
     Ortodocși (79,96%)
     Martori ai lui Iehova (4,17%)
     Penticostali (3,91%)
     Greco-catolici (1,01%)
     Alte religii (1,71%)
     Necunoscută (9,25%)
Conform recensământului efectuat în 2021, populația comunei Iara se ridică la 3.577 de locuitori, în scădere față de recensământul anterior din 2011, când fuseseră înregistrați 3.889 de locuitori. Majoritatea locuitorilor sunt români (83,45%), cu o minoritate de romi (6,96%), iar pentru 8,25% nu se cunoaște apartenența etnică. Din punct de vedere confesional, majoritatea locuitorilor sunt ortodocși (79,96%), cu minorități de martori ai lui Iehova (4,17%), penticostali (3,91%) și greco-catolici (1,01%), iar pentru 9,25% nu se cunoaște apartenența confesională.

## Politică și administrație
Comuna Iara este administrată de un primar și un consiliu local compus din 13 consilieri. Primarul, Ioan Dorin Popa[*], de la Partidul Național Liberal, este în funcție din 2004. Începând cu alegerile locale din 2024, consiliul local are următoarea componență pe partide politice:
|  | Partid                          | Consilieri | Componența Consiliului | Componența Consiliului | Componența Consiliului | Componența Consiliului | Componența Consiliului | Componența Consiliului | Componența Consiliului | Componența Consiliului |
|  | ------------------------------- | ---------- | ---------------------- | ---------------------- | ---------------------- | ---------------------- | ---------------------- | ---------------------- | ---------------------- | ---------------------- |
|  | Partidul Național Liberal       | 8          |                        |                        |                        |                        |                        |                        |                        |                        |
|  | Partidul Social Democrat        | 4          |                        |                        |                        |                        |                        |                        |                        |                        |
|  | Alianța pentru Unirea Românilor | 1          |                        |                        |                        |                        |                        |                        |                        |                        |

### Evoluție istorică
Recensământul populației, structura etnică :
| Recensământ Anul/Total loc. | Români | Maghiari | Germani | Rromi | Alte etnii |
| --------------------------- | ------ | -------- | ------- | ----- | ---------- |
| 1850 - 4.234                | 4.028  | 135      |         | 56    | 15         |
| 1880 - 5.234                | 4.217  | 731      | 24      |       | 262        |
| 1890 - 5.563                | 4.631  | 841      | 18      |       | 73         |
| 1900 - 5.957                | 5.016  | 903      | 4       |       | 34         |
| 1910 - 6.430                | 5.303  | 1.052    | 24      |       | 51         |
| 1920 - 6.572                | 5.523  | 889      | 12      |       | 148        |
| 1930 - 6.712                | 5.810  | 741      | 11      | 58    | 92         |
| 1941 - 6.822                | 6.175  | 449      | 5       |       | 192        |
| 1956 - 6.469                | 6.002  | 403      | 2       | 55    | 7          |
| 1966 - 6.288                | 5.969  | 293      | 2       | 21    | 3          |
| 1977 - 5.631                | 5.346  | 222      |         | 62    | 1          |
| 1992 - 5.190                | 4.928  | 169      | 2       | 90    | 1          |
| 2002 - 4.704                | 4.266  | 149      | 5       | 283   | 1          |

Evoluția populației de-a lungul timpului:
Iara, Cluj - evoluția demografică

|  | Graficele sunt indisponibile din cauza unor probleme tehnice. Mai multe informații se găsesc la Phabricator și la wiki-ul MediaWiki. |

Date: Recensăminte sau birourile de statistică - grafică realizată de Wikipedia

## Atracții turistice
- Biserica de lemn „Sfinții Arhangheli Mihail și Gavriil” din satul Buru, construcție 1860
- Biserica de lemn „Sfânta Treime” din satul Cacova Ierii
- Biserica de lemn „Sfinții Trei Arhangheli” din satul Făgetu Ierii, construcție 1769
- Biserica de lemn din satul Lungești
- Biserica de lemn „Sfinții Arhangheli Mihail și Gavriil” din satul Măgura Ierii, construcție secolul al XVIII-lea, monument istoric
- Biserica de lemn „Sfinții Arhangheli Mihail și Gavriil” din satul Ocolișel, construcție 1852, monument istoric
- Biserica de lemn „Sfinții Arhangheli Mihaiil și Gavriil” din sarul Surduc, construcție 1758, monument istoric
- Biserica unitariană din satul Iara, construcție secolul al XIII-lea, monument istoric
- Conacul „Beldi” din Iara, construcție secolul al XIX-lea, monument istoric
- Conacul „Kemény” din Iara, construcție secolul al XIX-lea, monument istoric
- Conacul „Teleki” din Iara, construcție secolul al XIX-lea, monument istoric
- Situl arheologic de la Iara

## Personalități
- Diomed Bedelean (1882 - 1962), învățător, delegat la Marea Adunare Națională de la Alba Iulia;
- Vasile Copilu-Cheatră (1912 - 1997), poet, prozator, jurnalist.

## Galerie de imagini

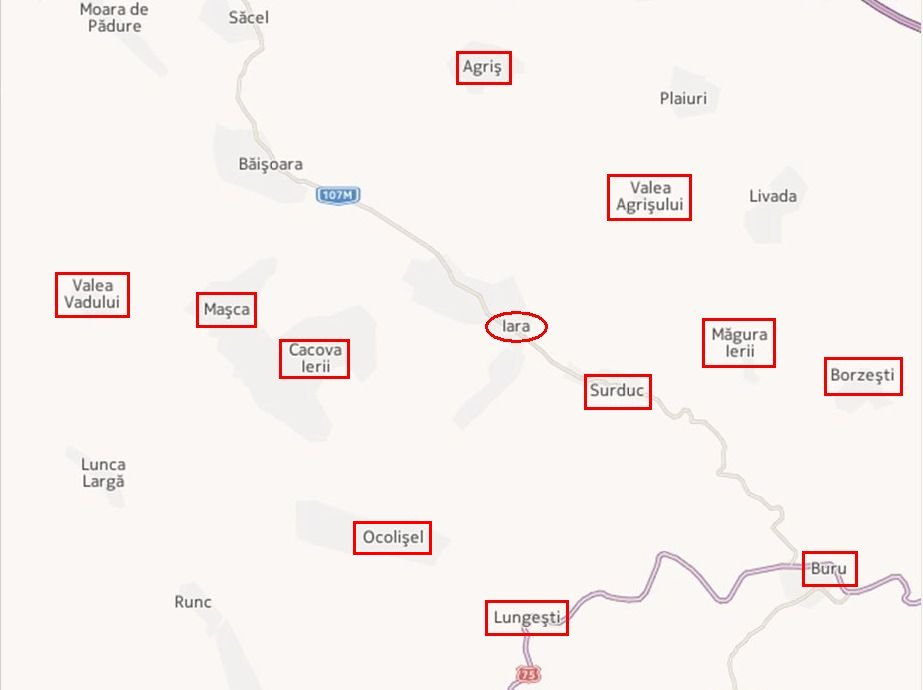
Comuna Iara și satele componente
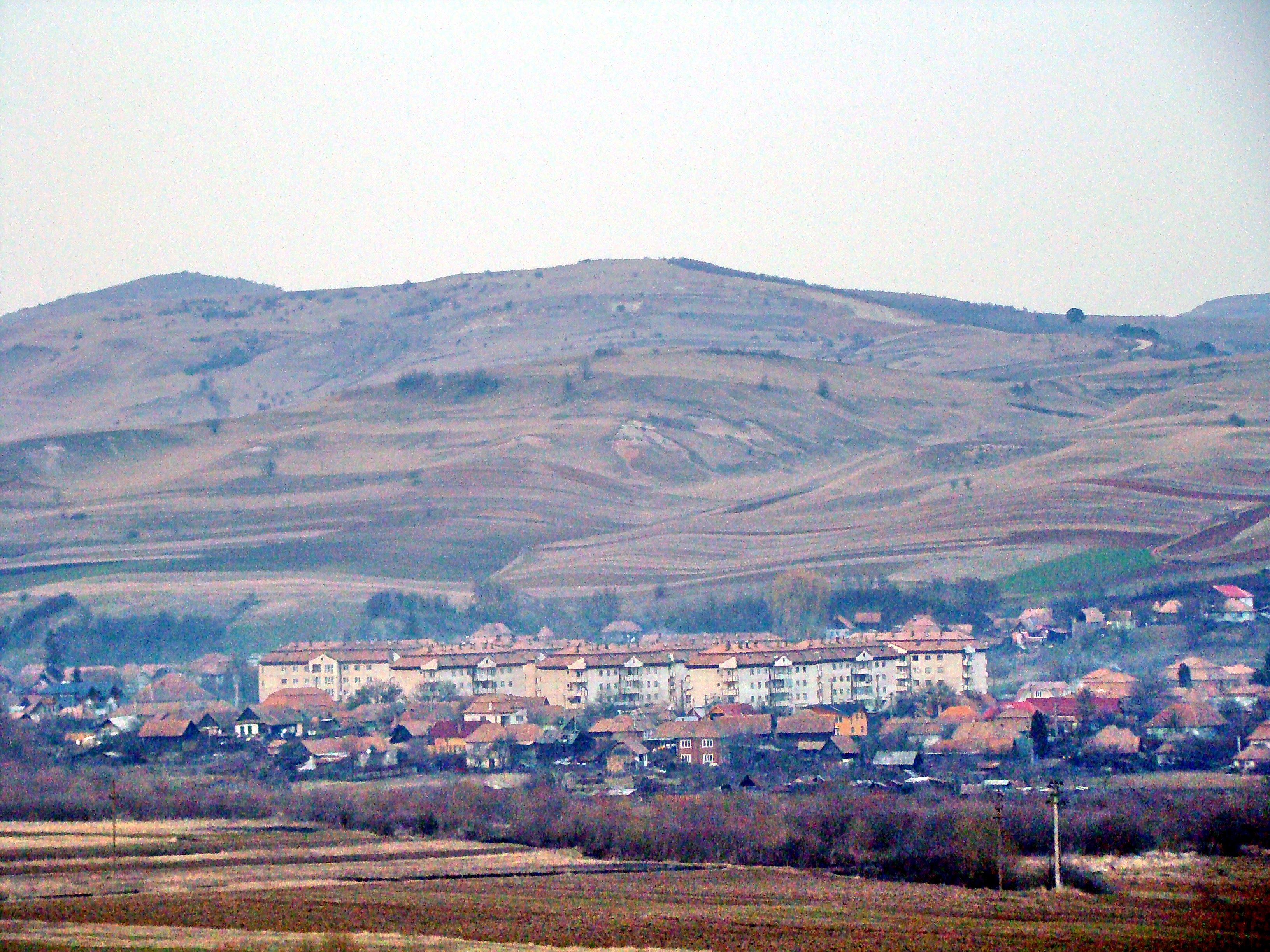
Iara, o parte
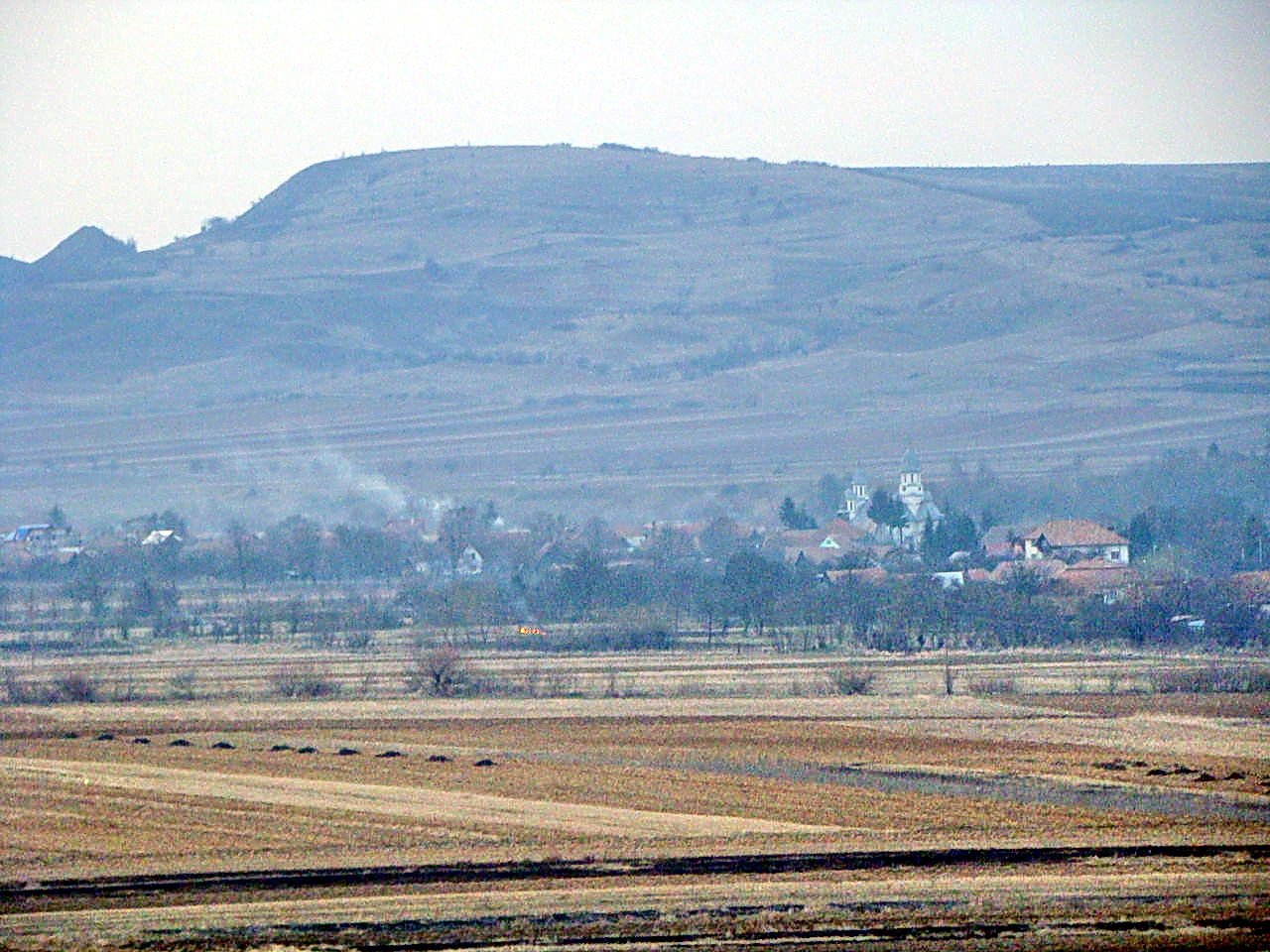
Iara, altă parte
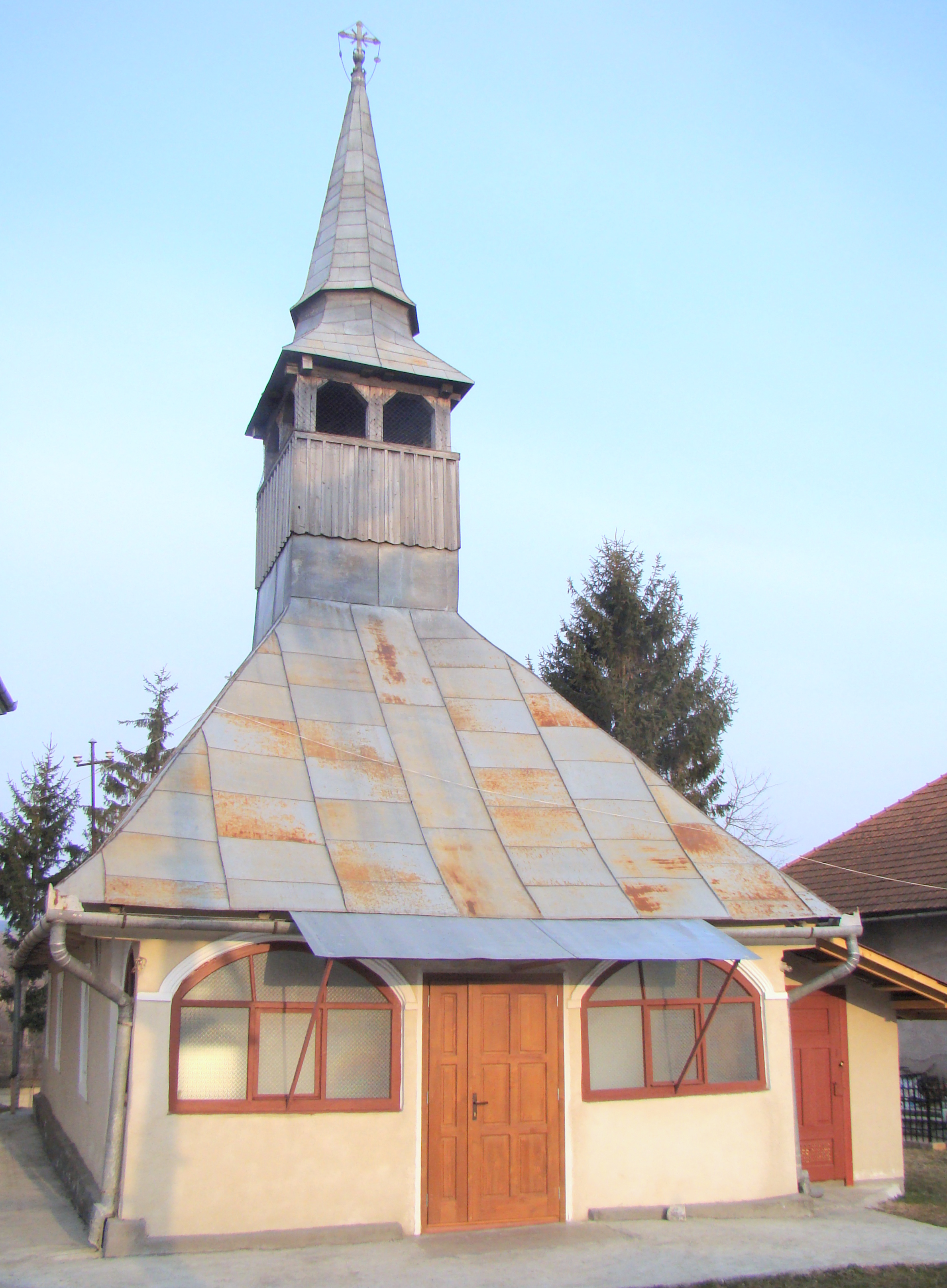
Biserica de lemn greco-catolică
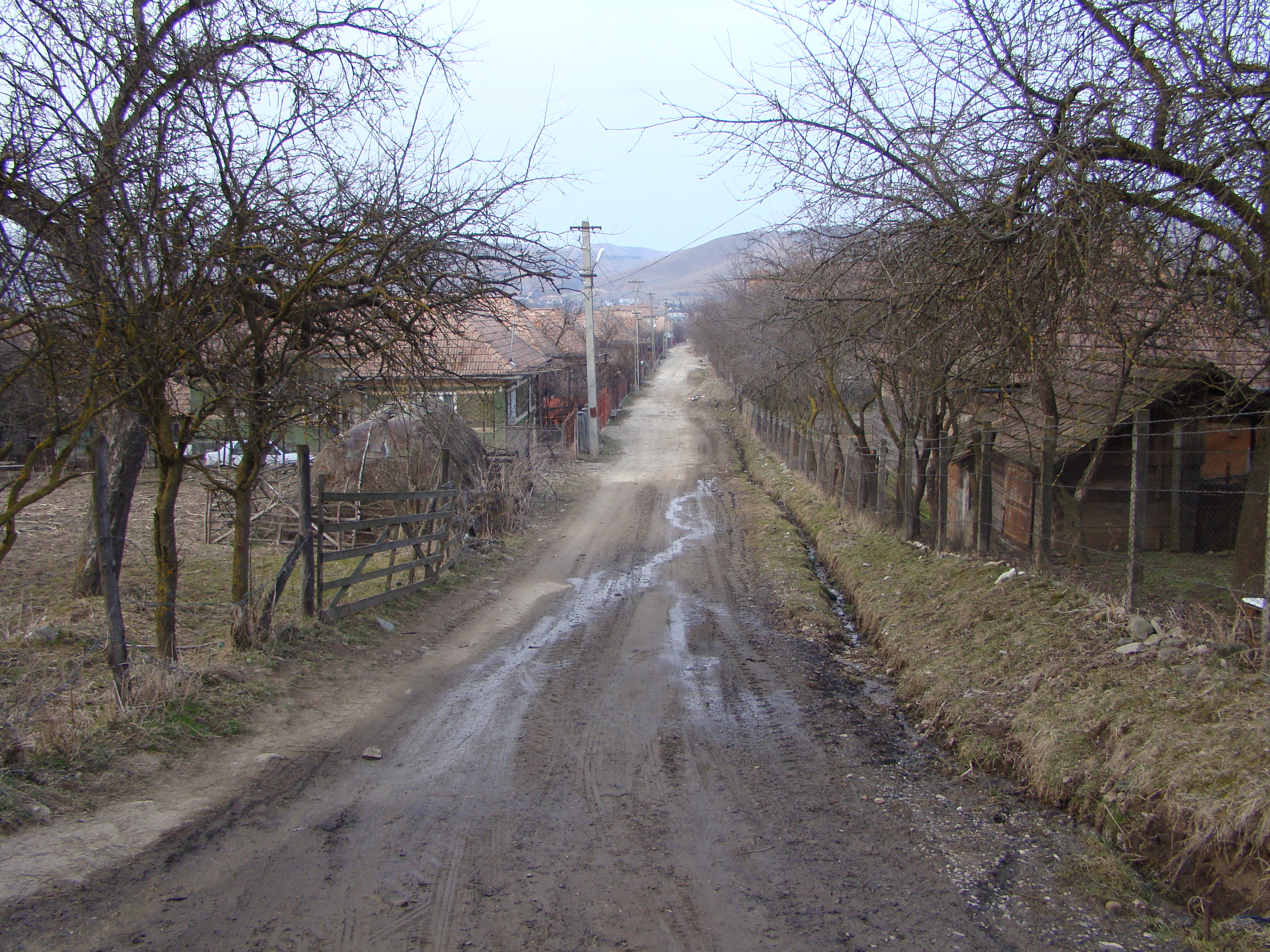
Potecă din Iara
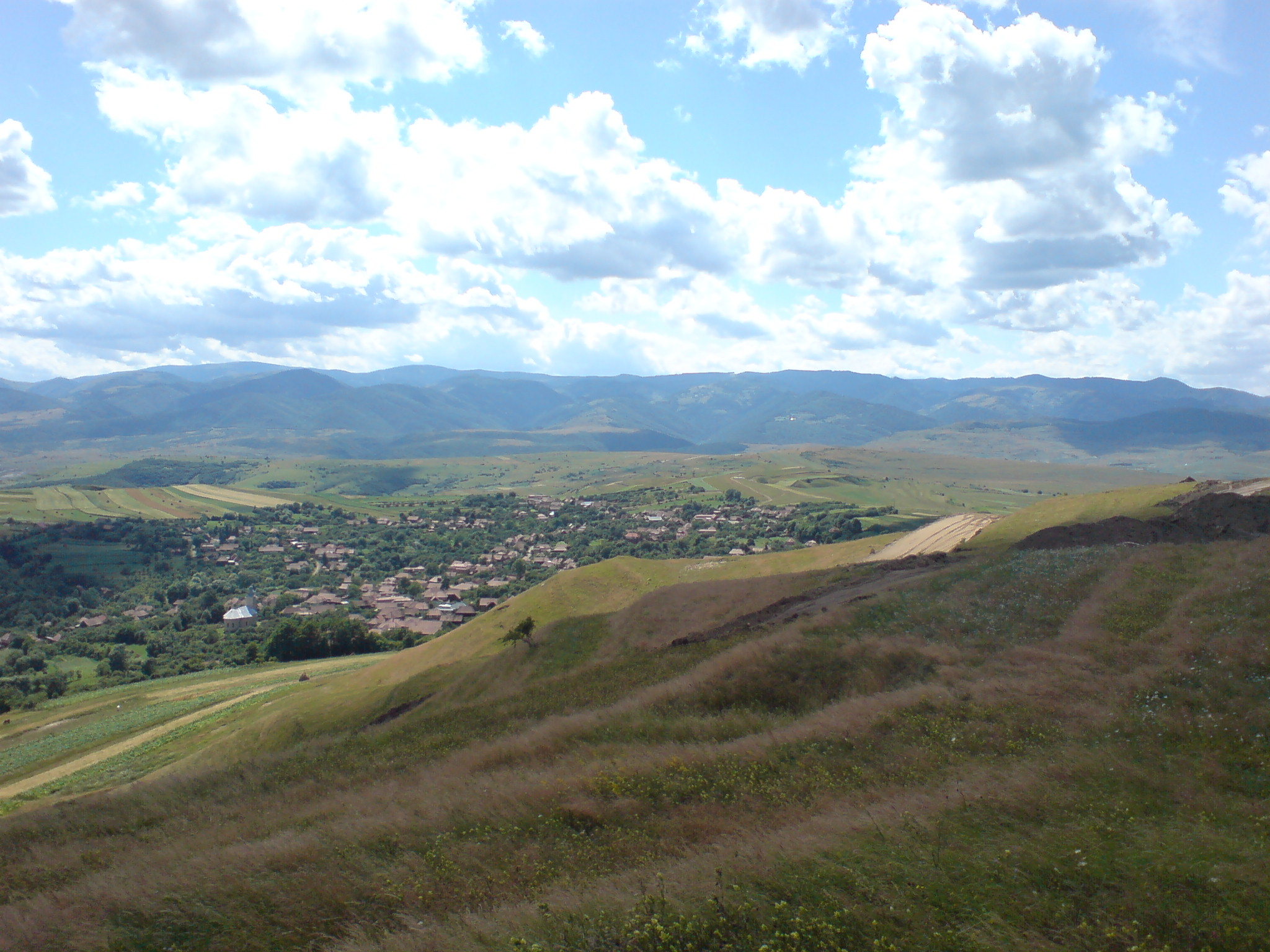
Agriș
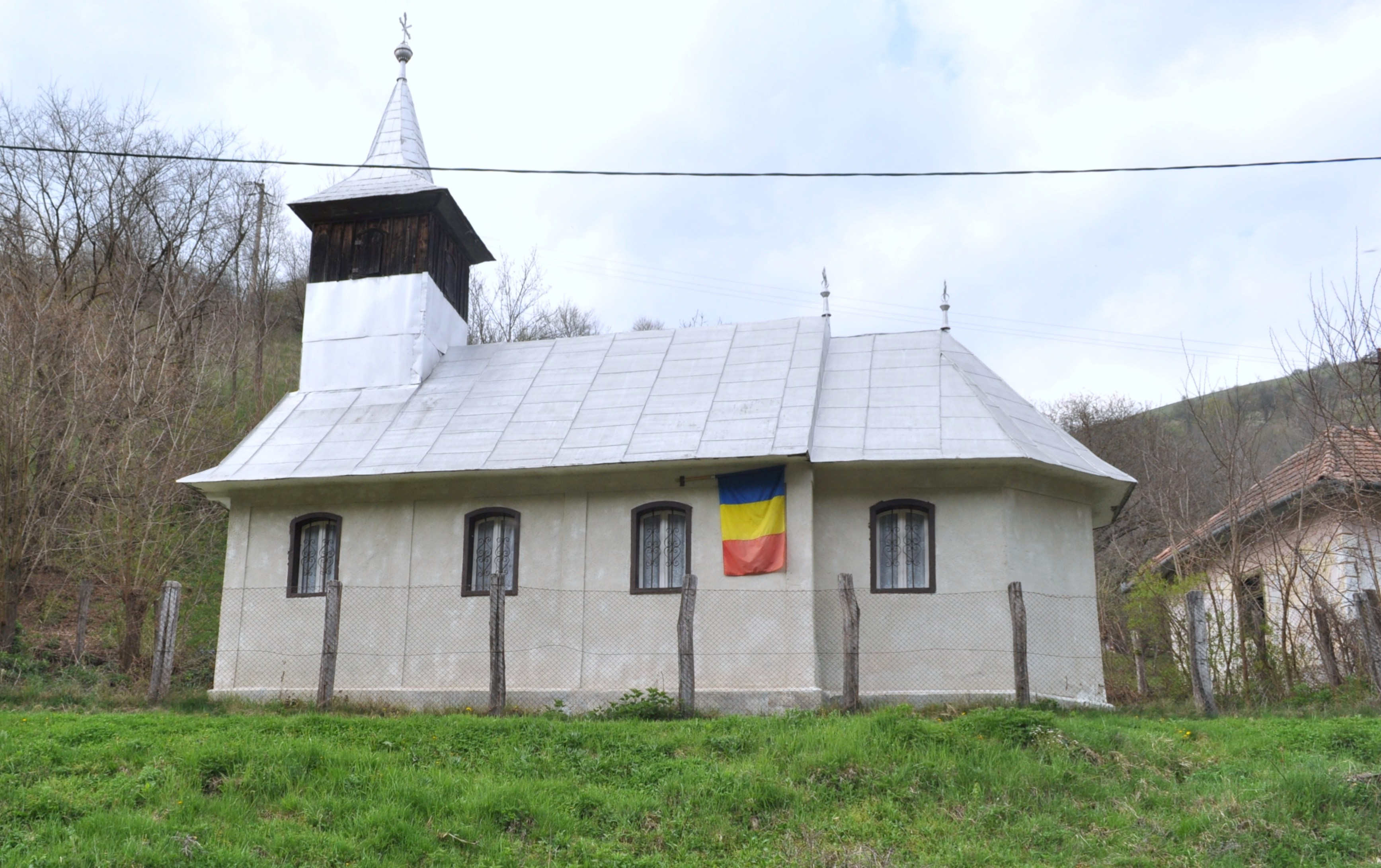
Biserica de lemn din Lungești
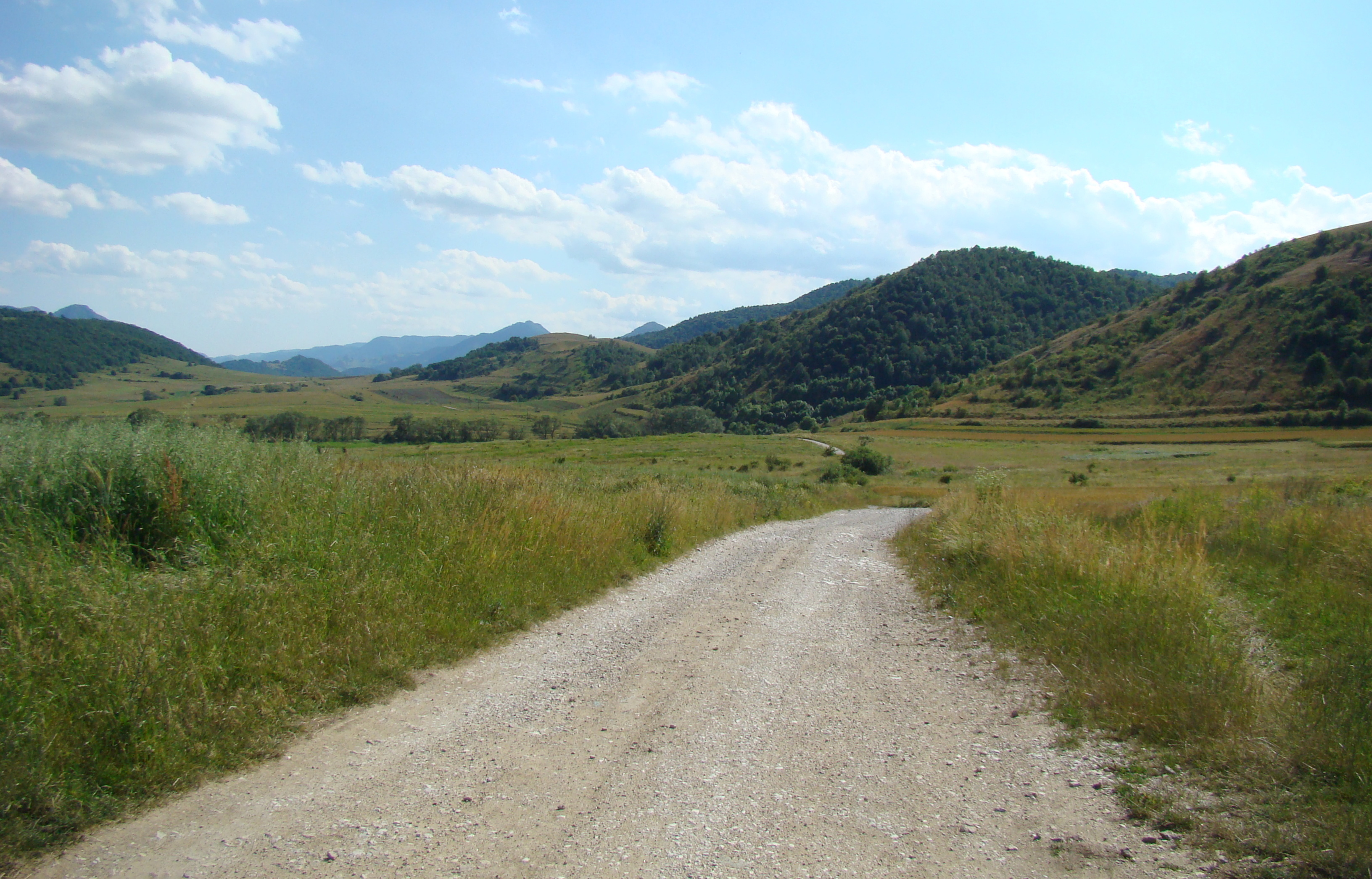
Drumul Petreștii de Sus-Borzești
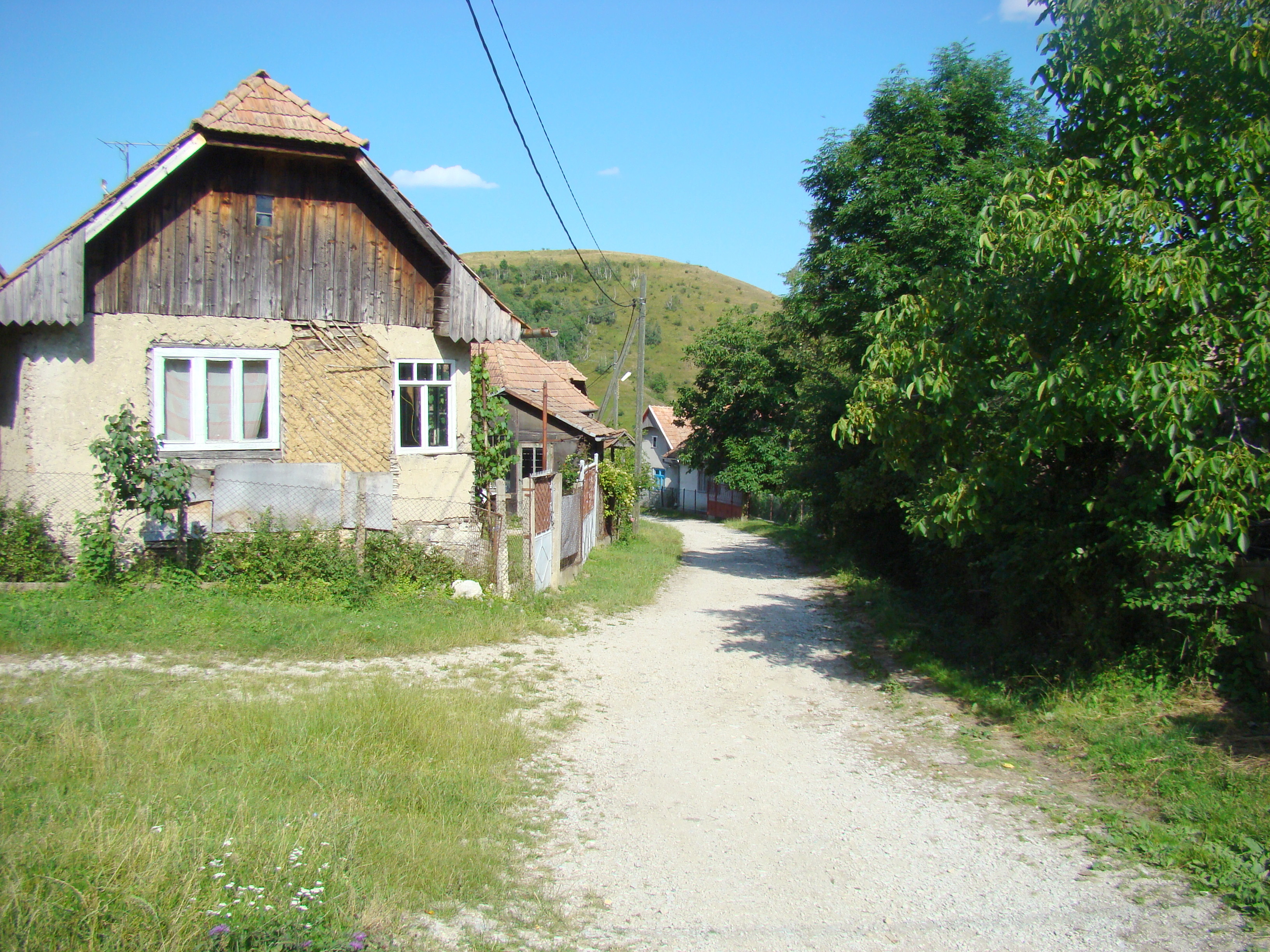
Borzești
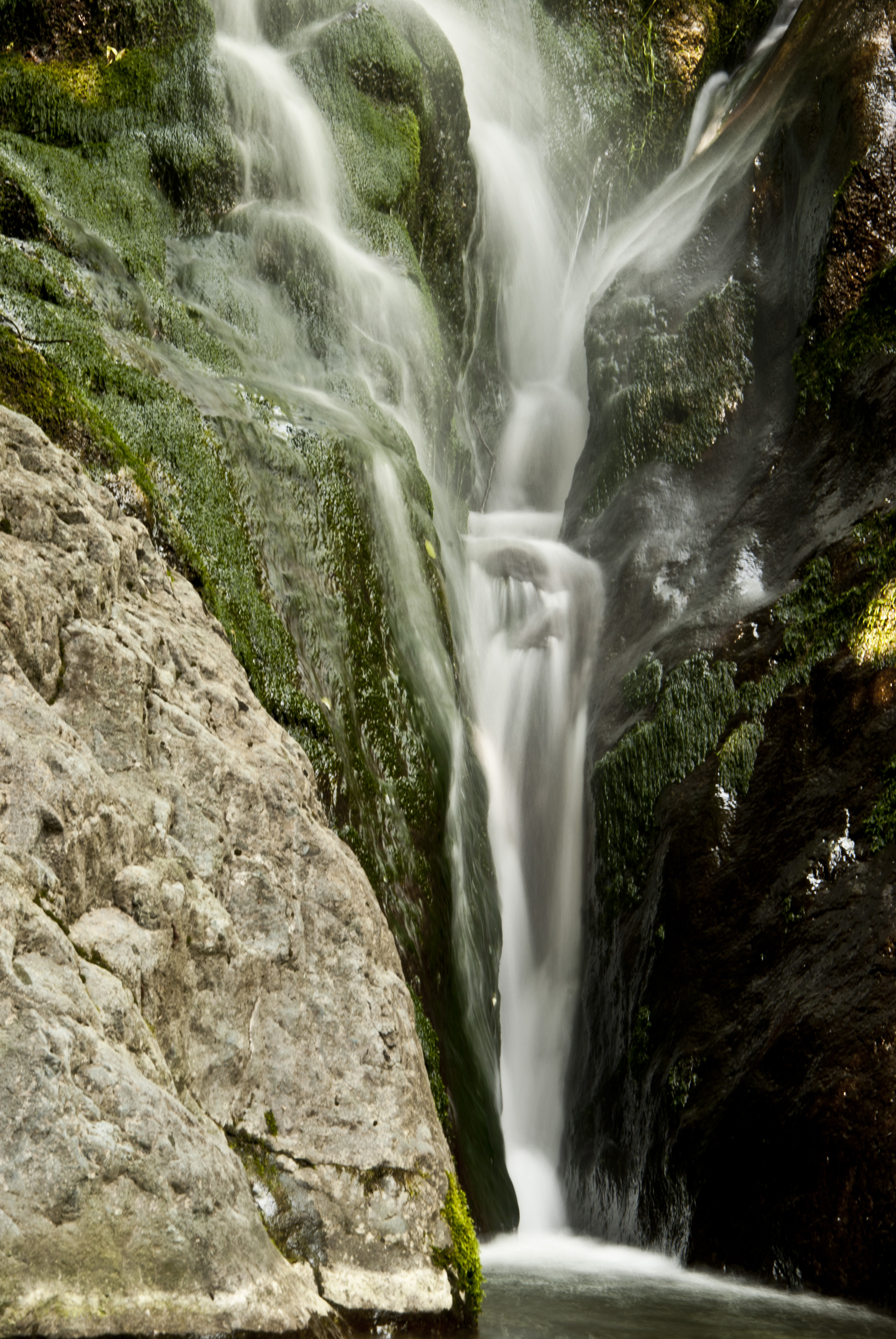
Cheile Borzești
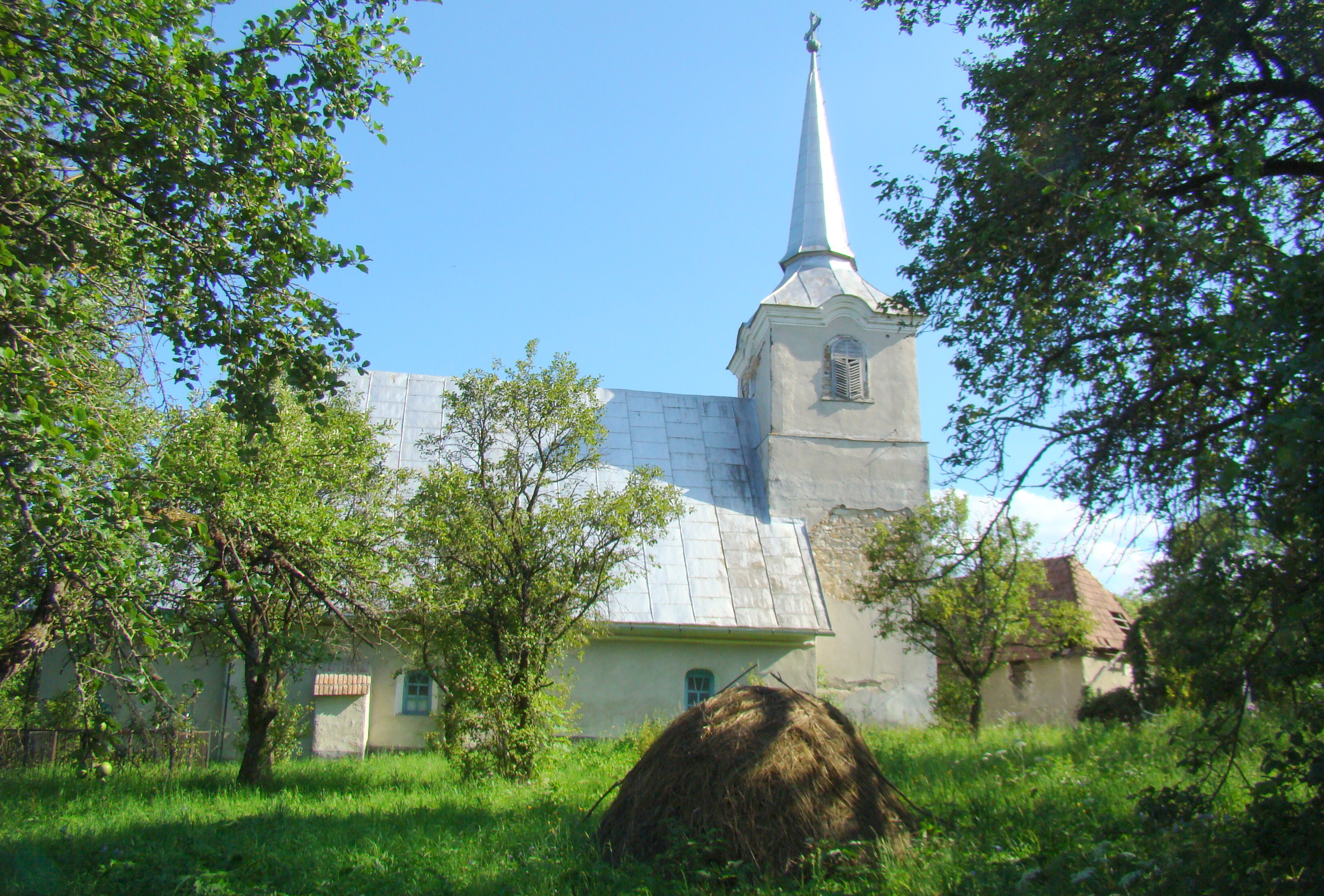
Biserica „Sf. Arhangheli Mihail și Gavriil" din Borzești
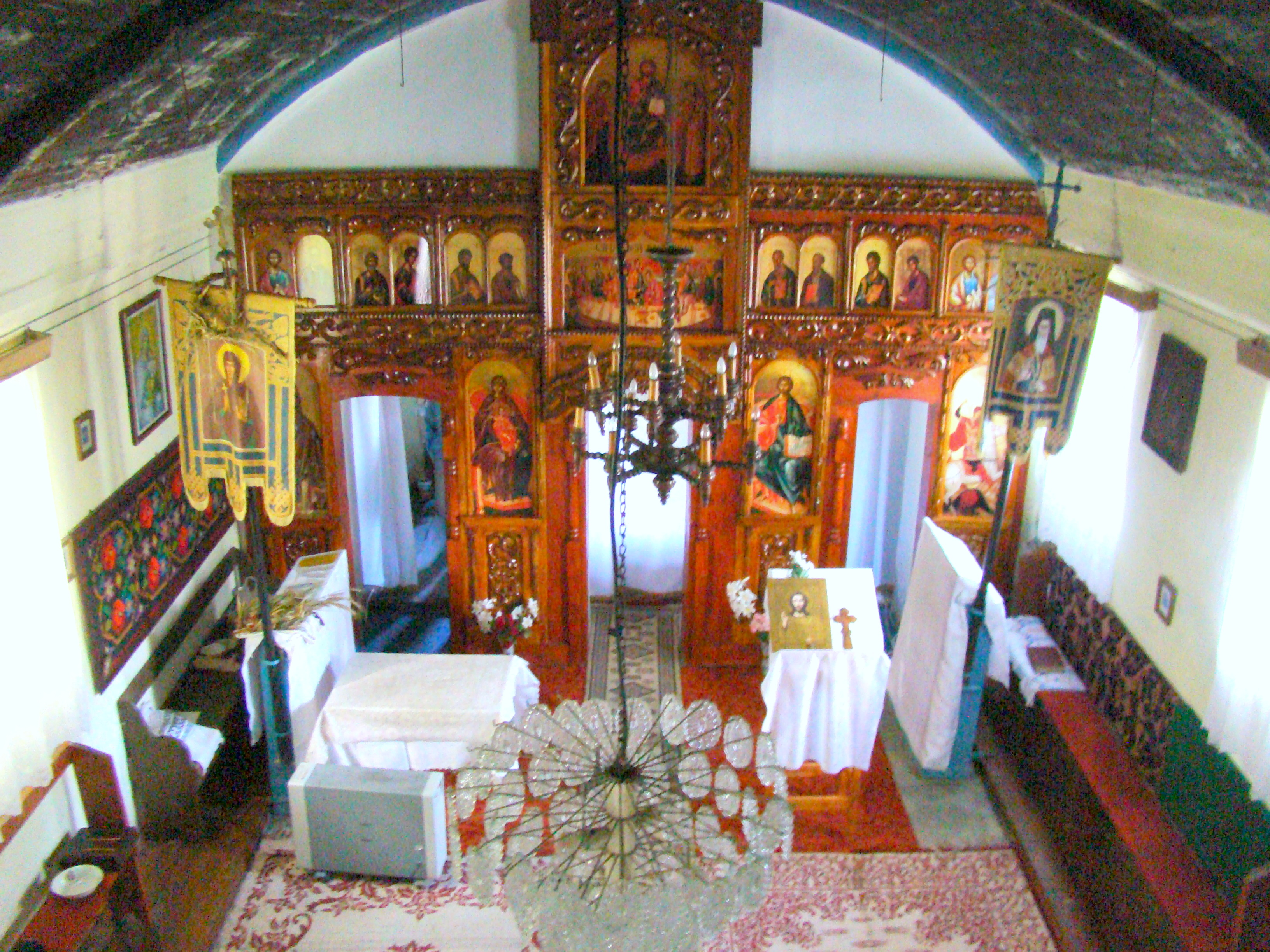
Biserica „Sf. Arhangheli Mihail și Gavriil" din Borzești (monument istoric)
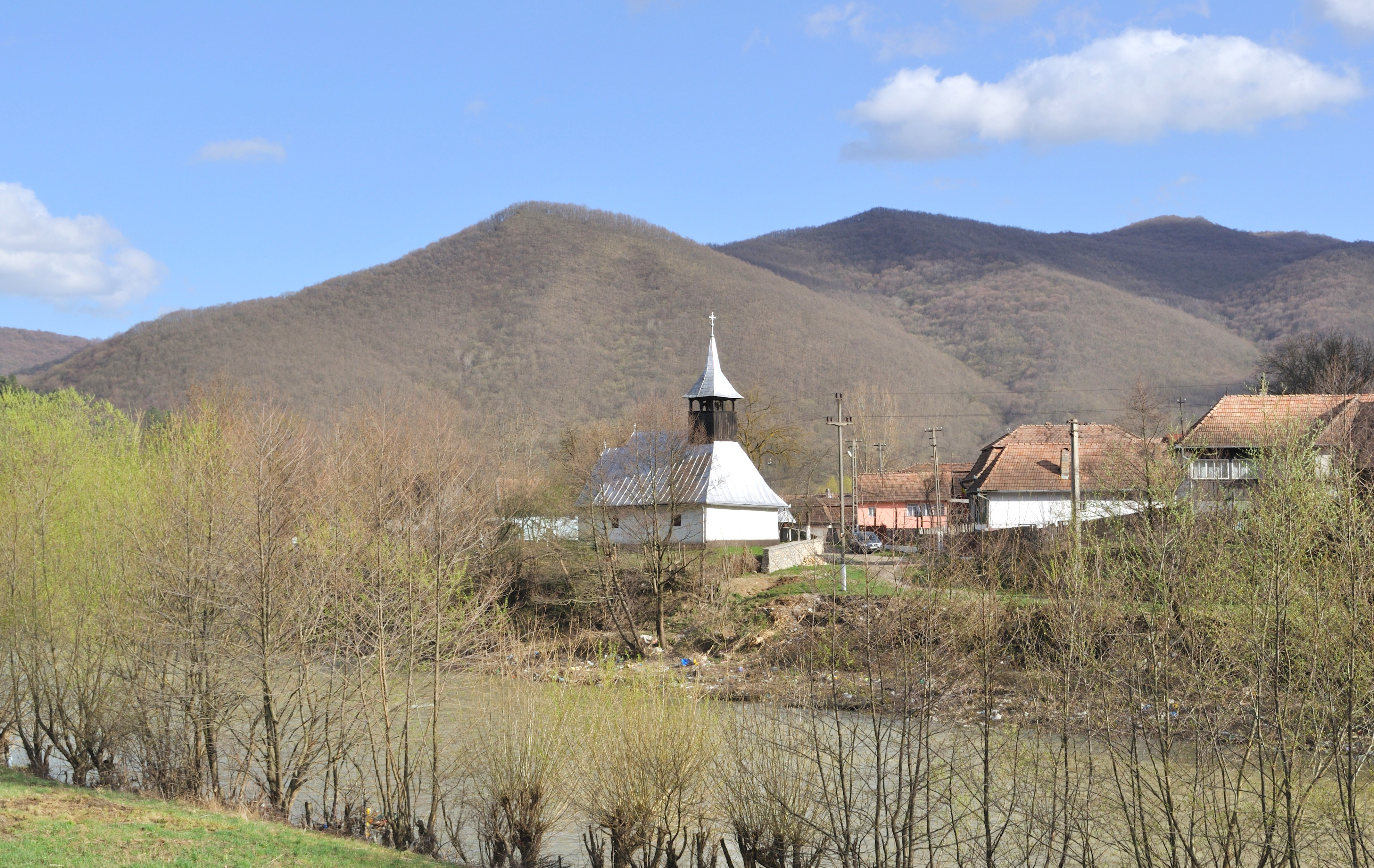
Biserica de lemn din satul Buru
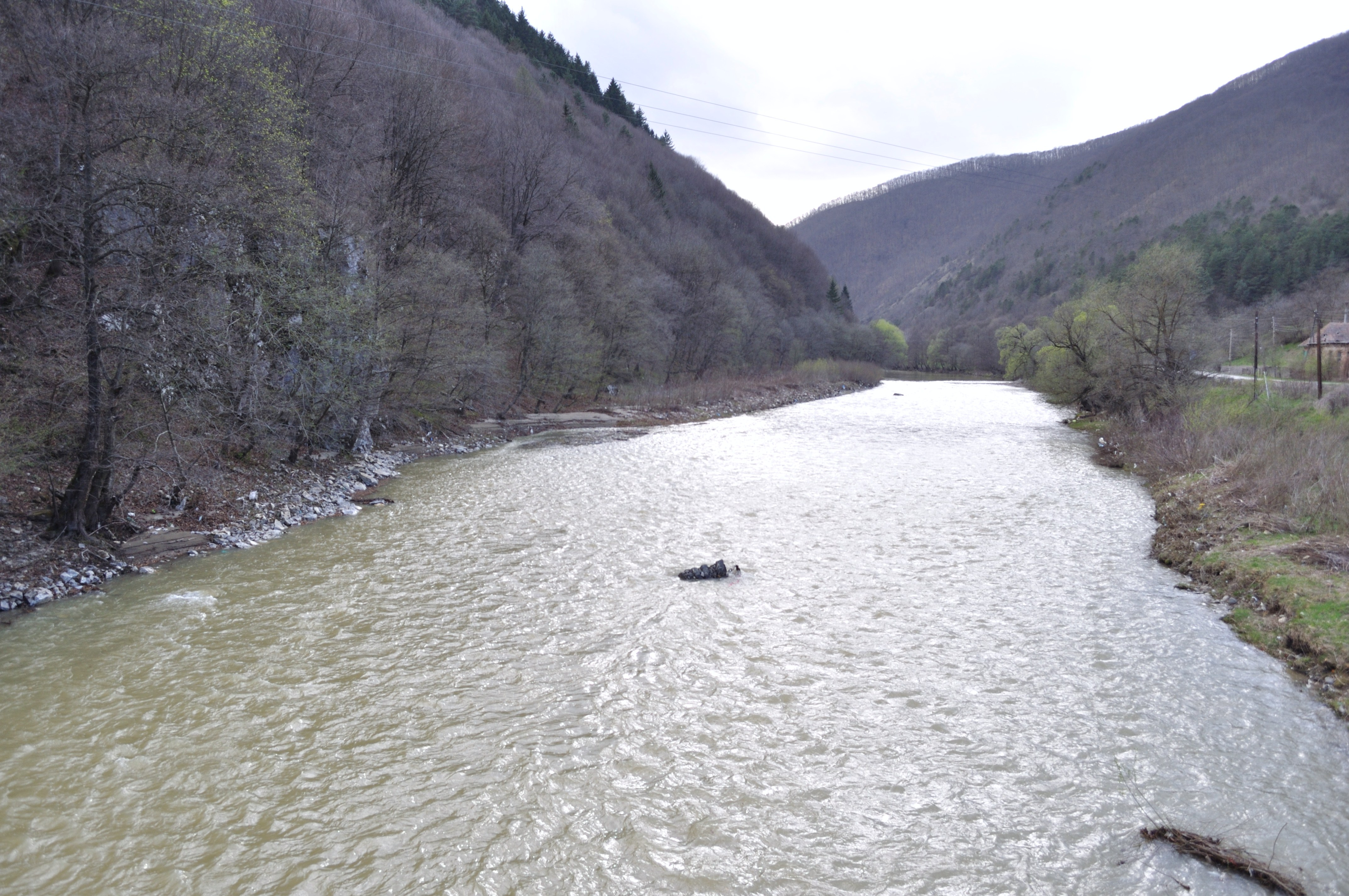
Râul Arieș la Buru
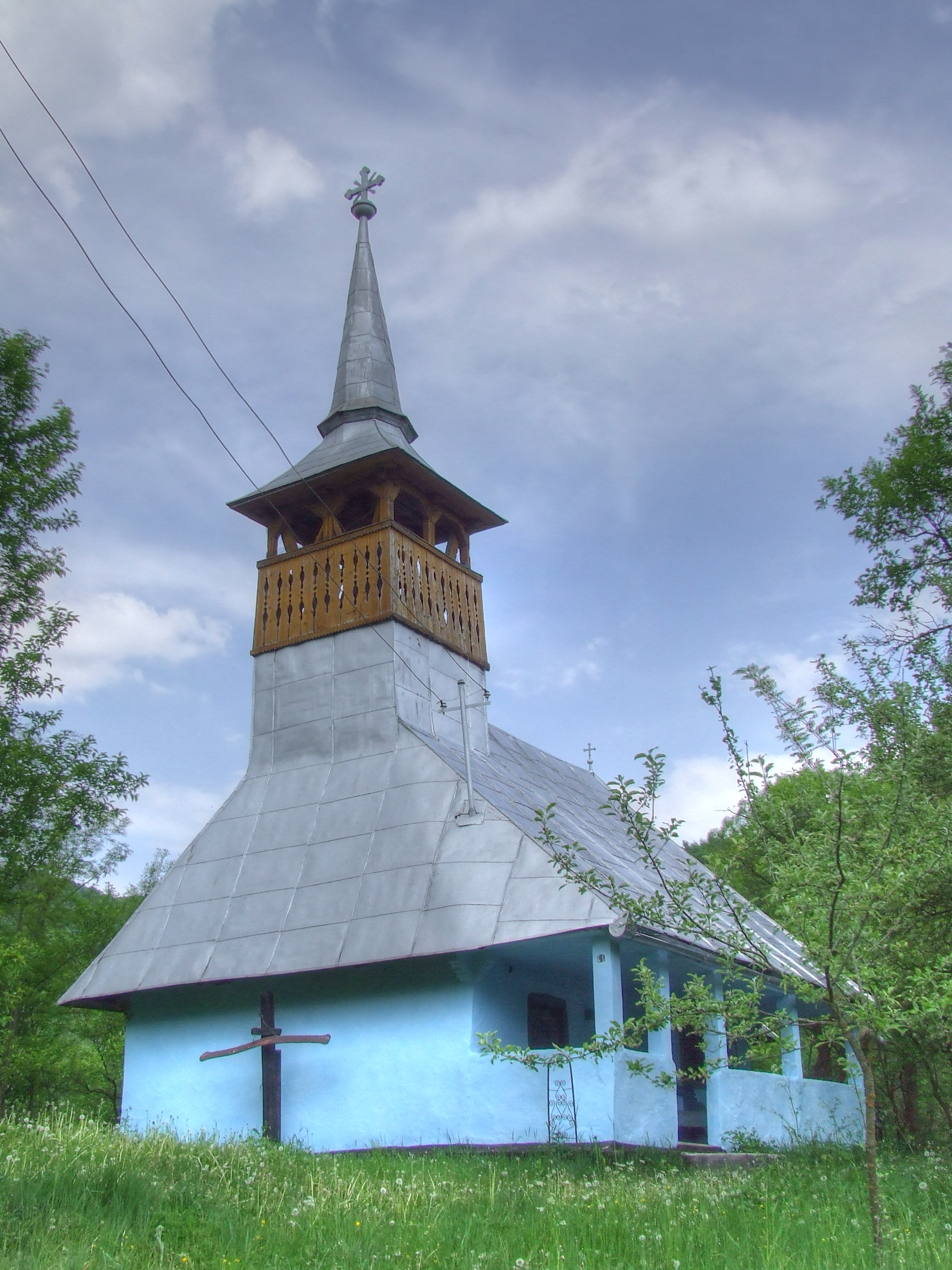
Biserica de lemn din Măgura Ierii (monument istoric)
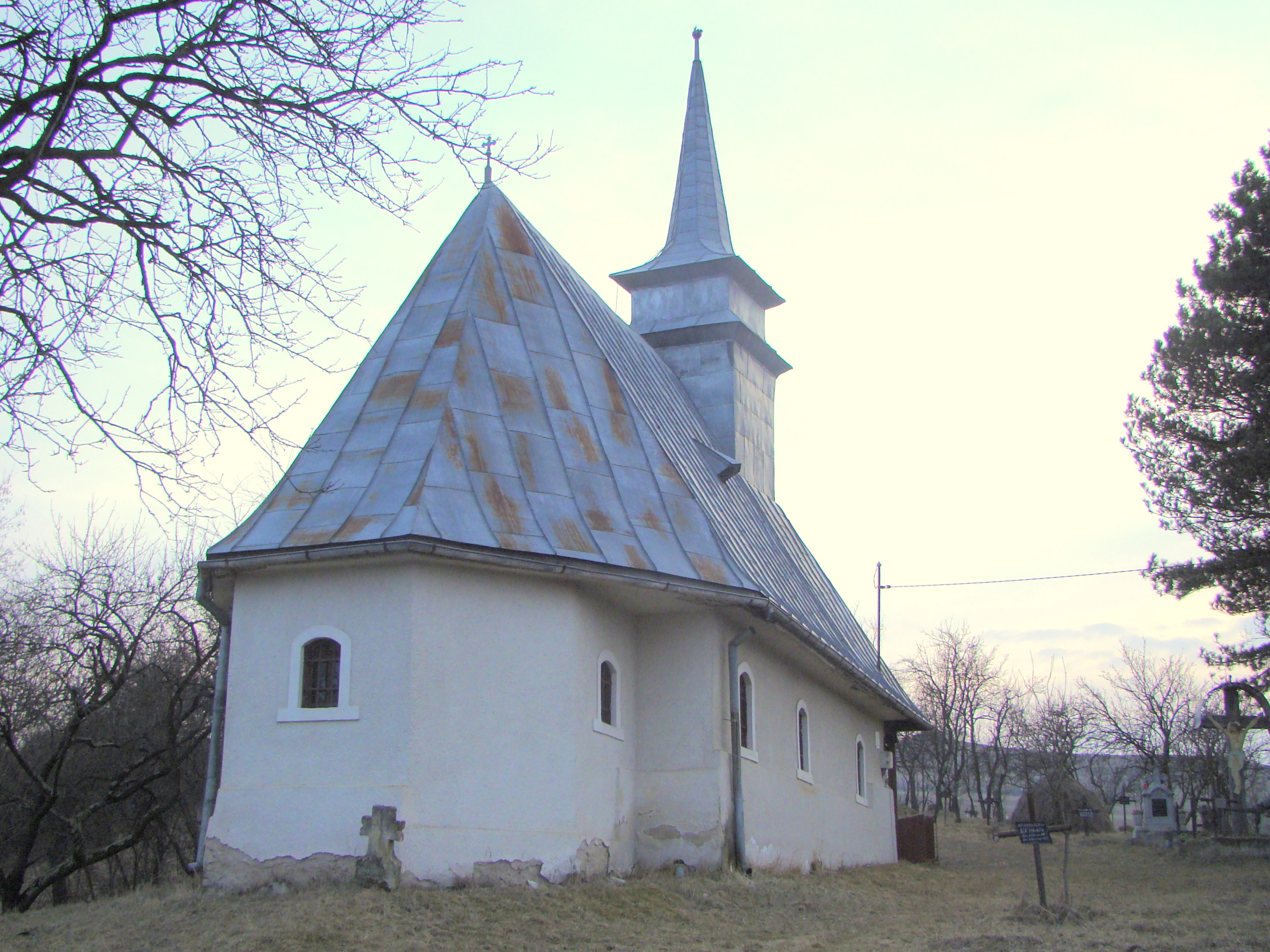
Biserica de lemn din Făgetu Ierii
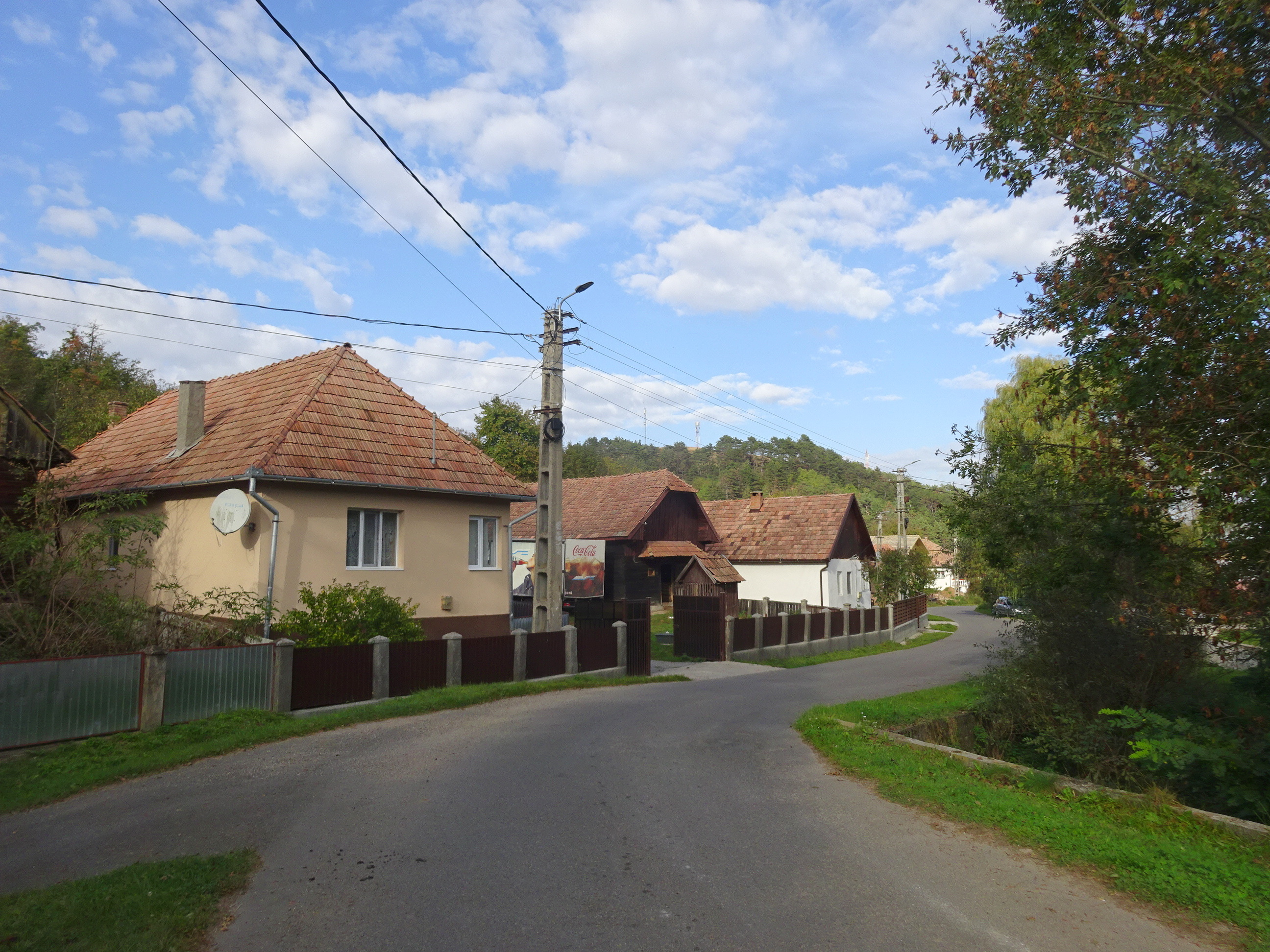
Cacova Ierii
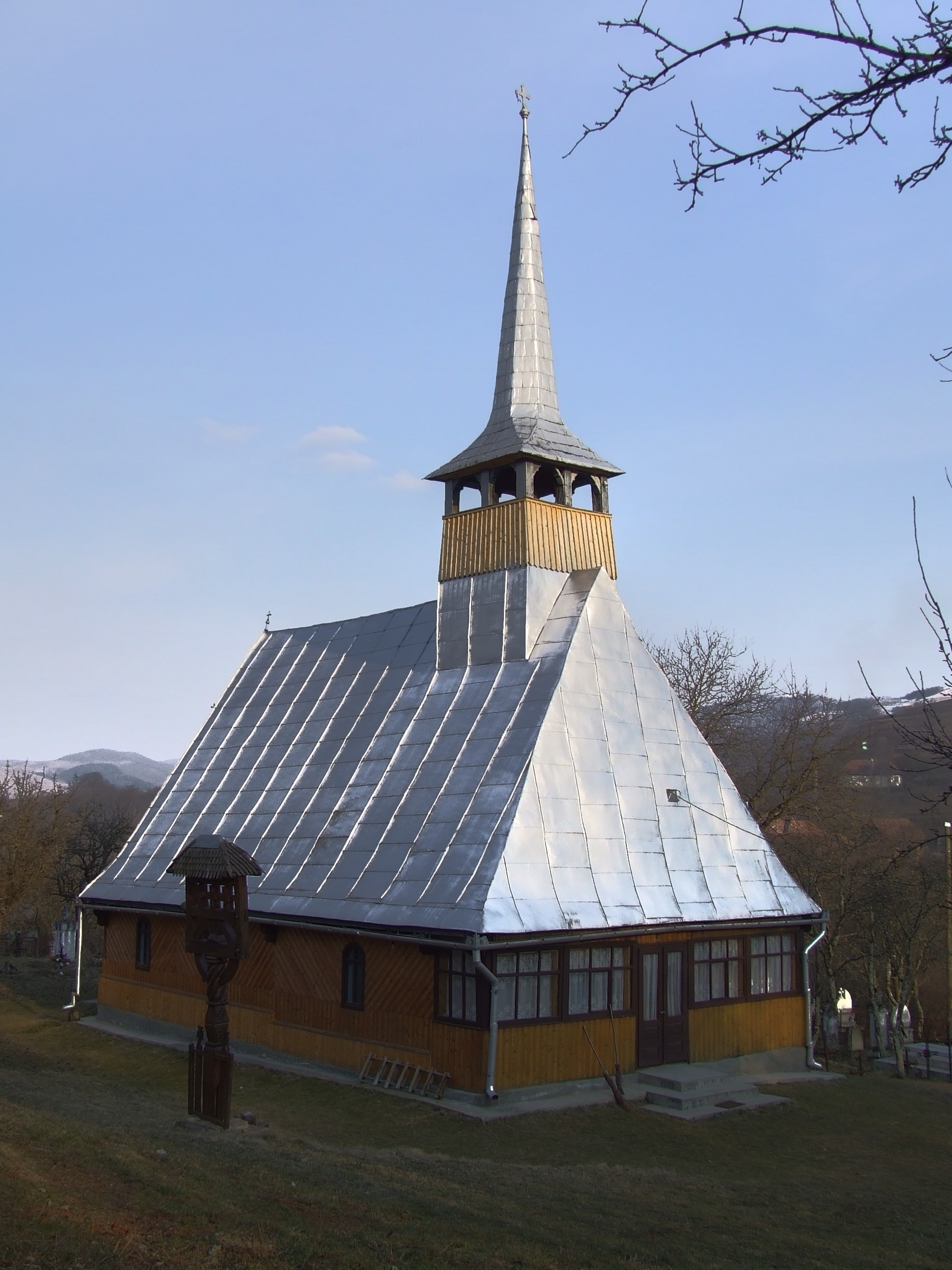
Biserica de lemn din Cacova Ierii
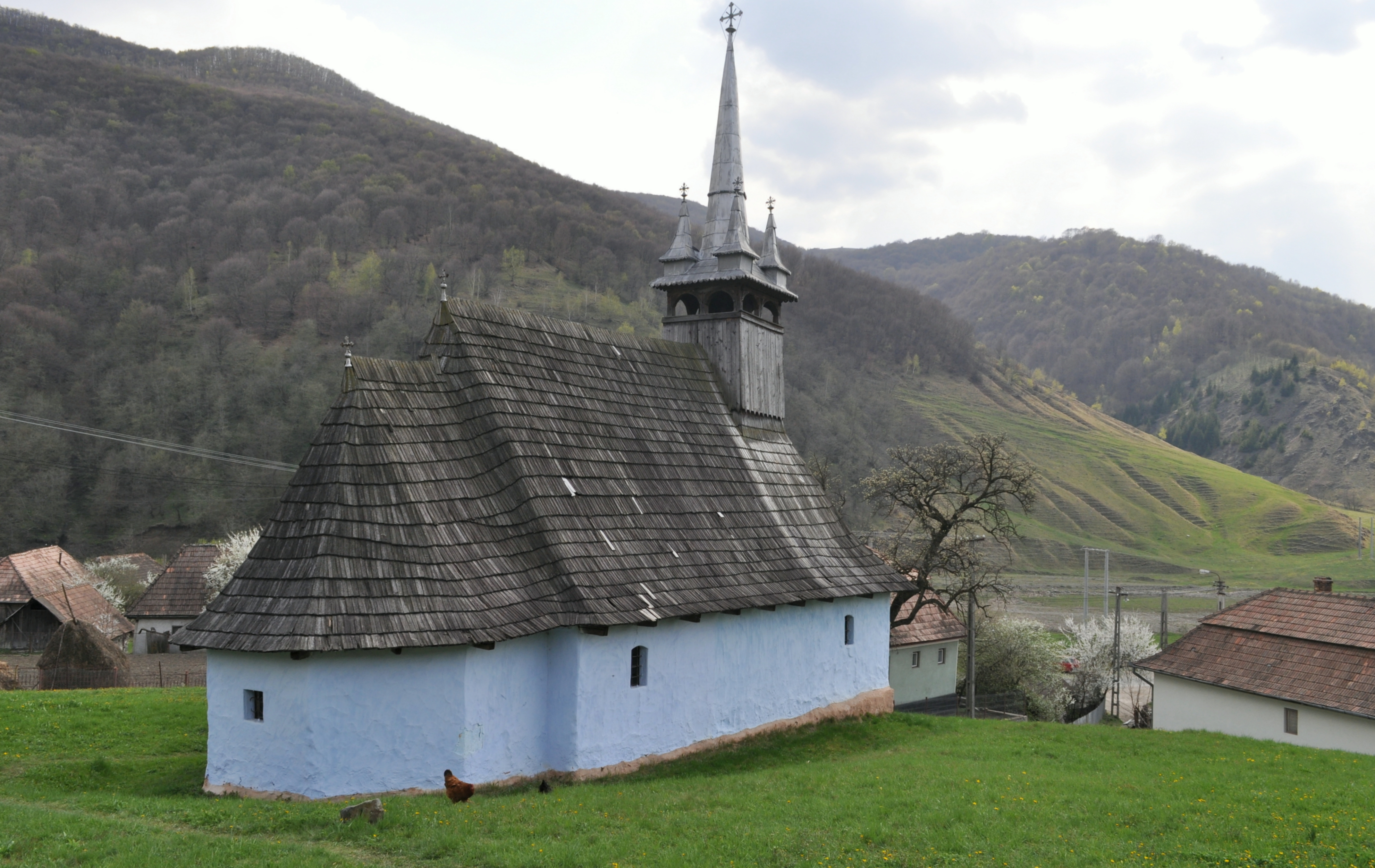
Biserica de lemn din Surduc (monument istoric)
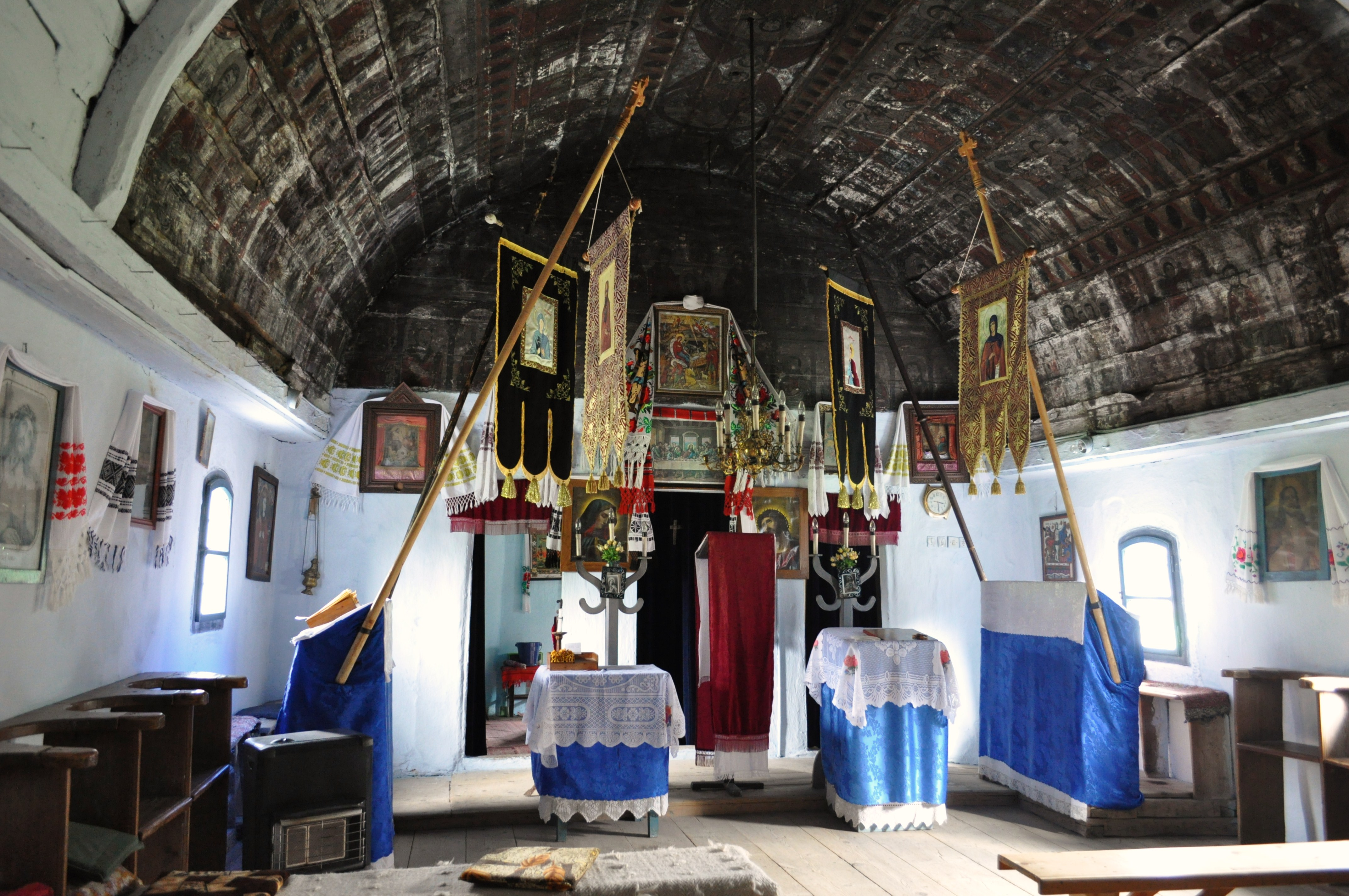
Biserica de lemn din Surduc (interior)
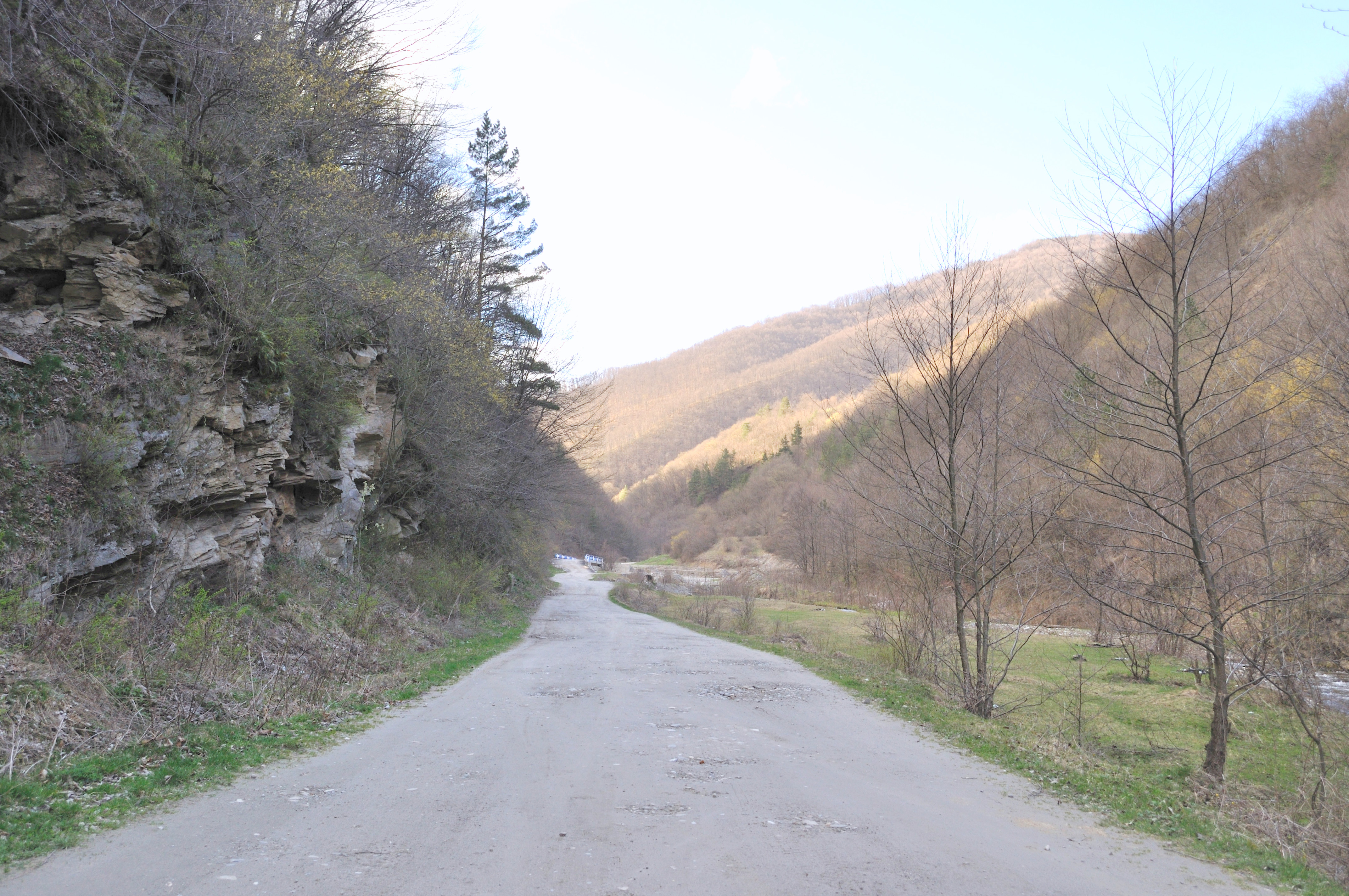
Drumul spre Ocolișel
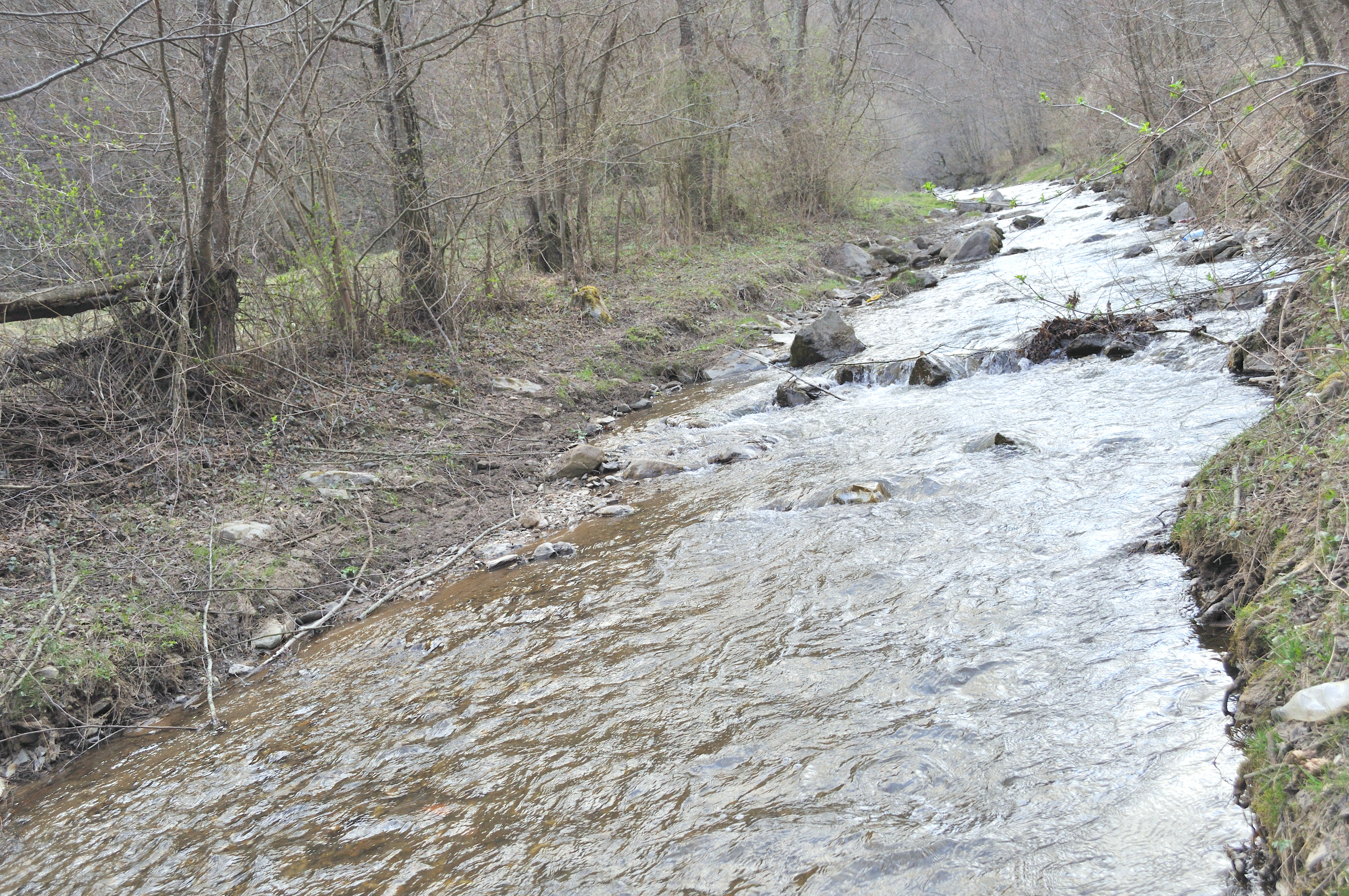
Râul Ocolișel
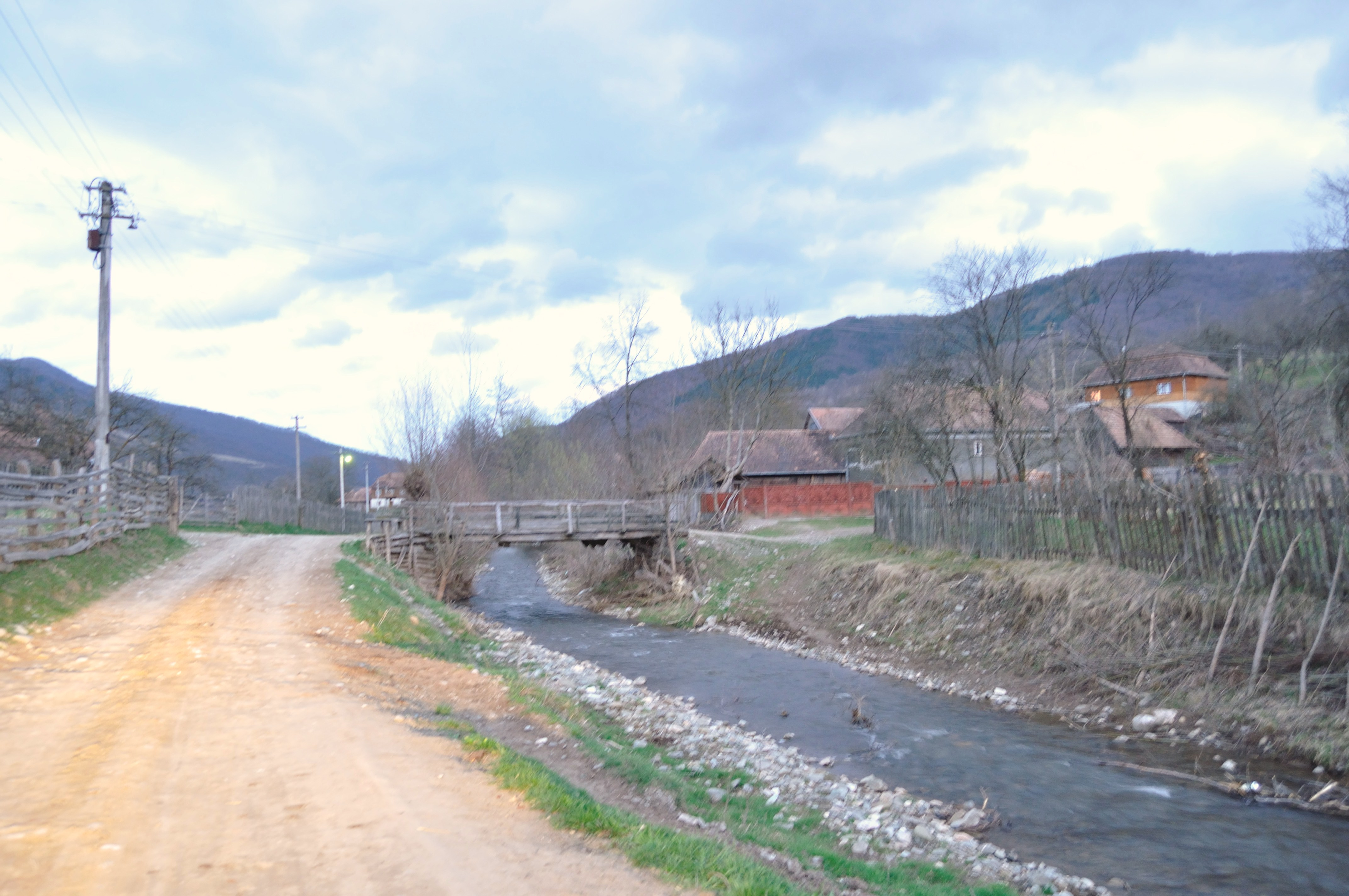
Ocolișel
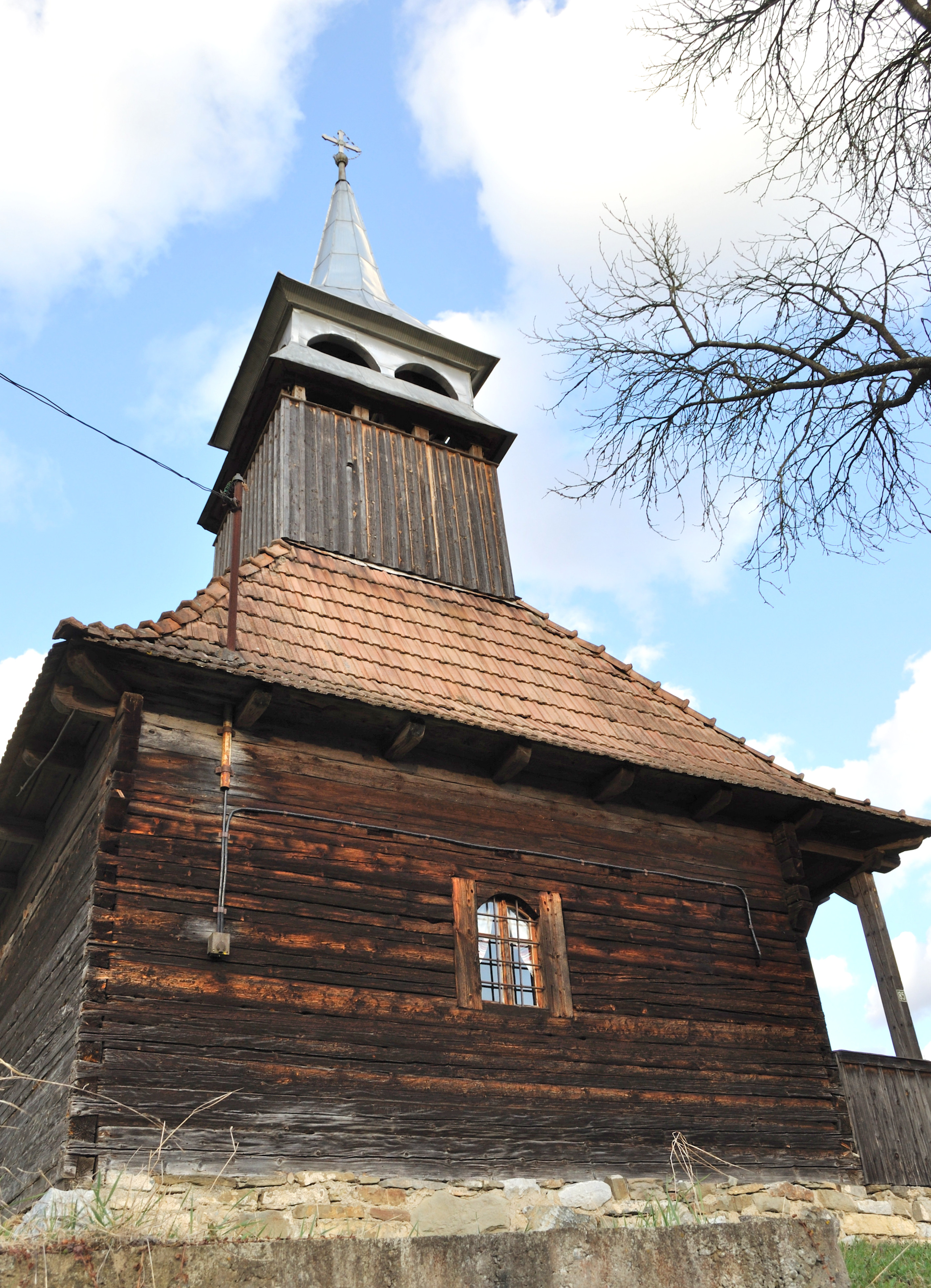
Biserica de lemn din Ocolișel (monument istoric)
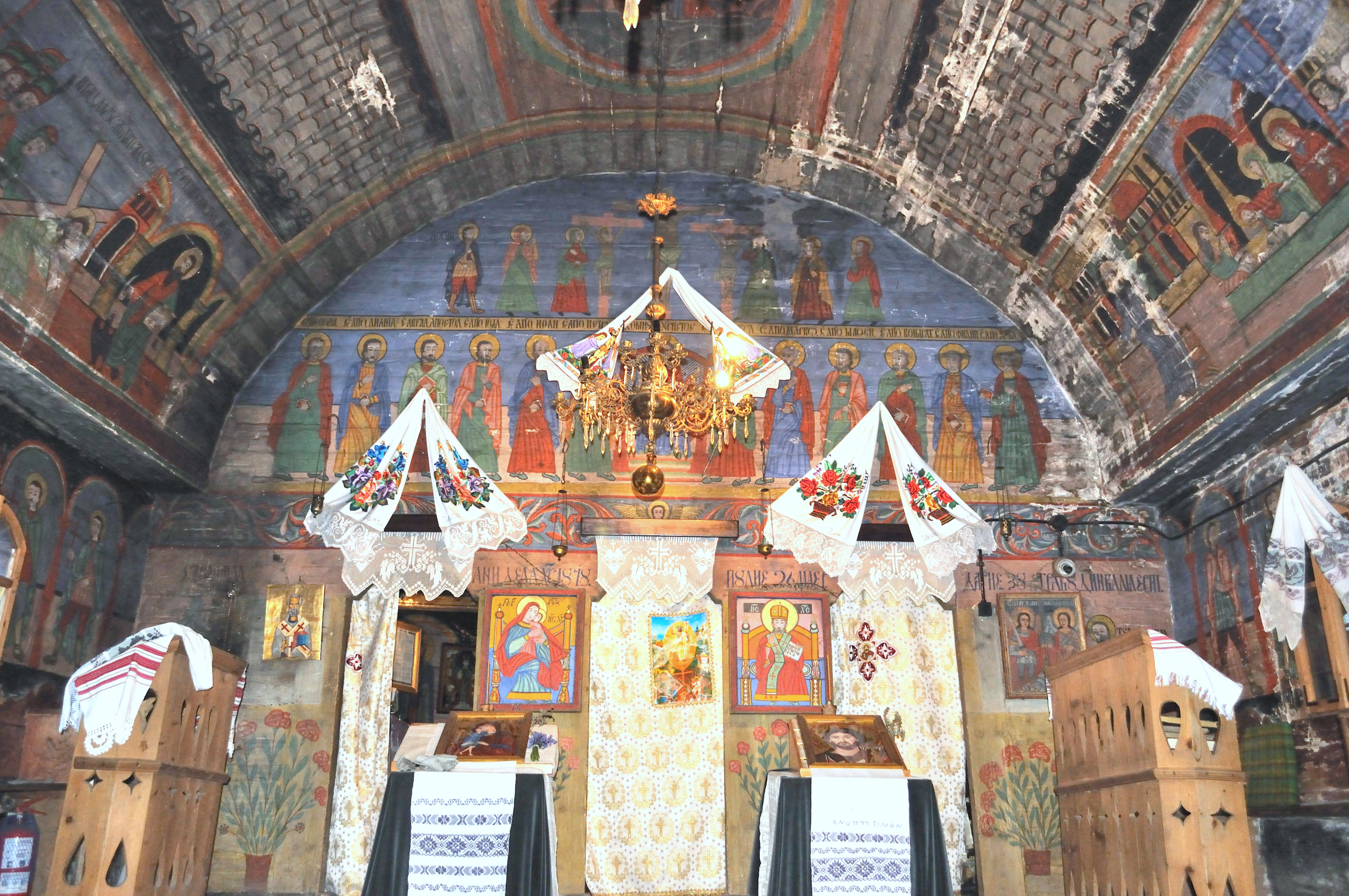
Biserica de lemn din Ocolișel (interiorul)
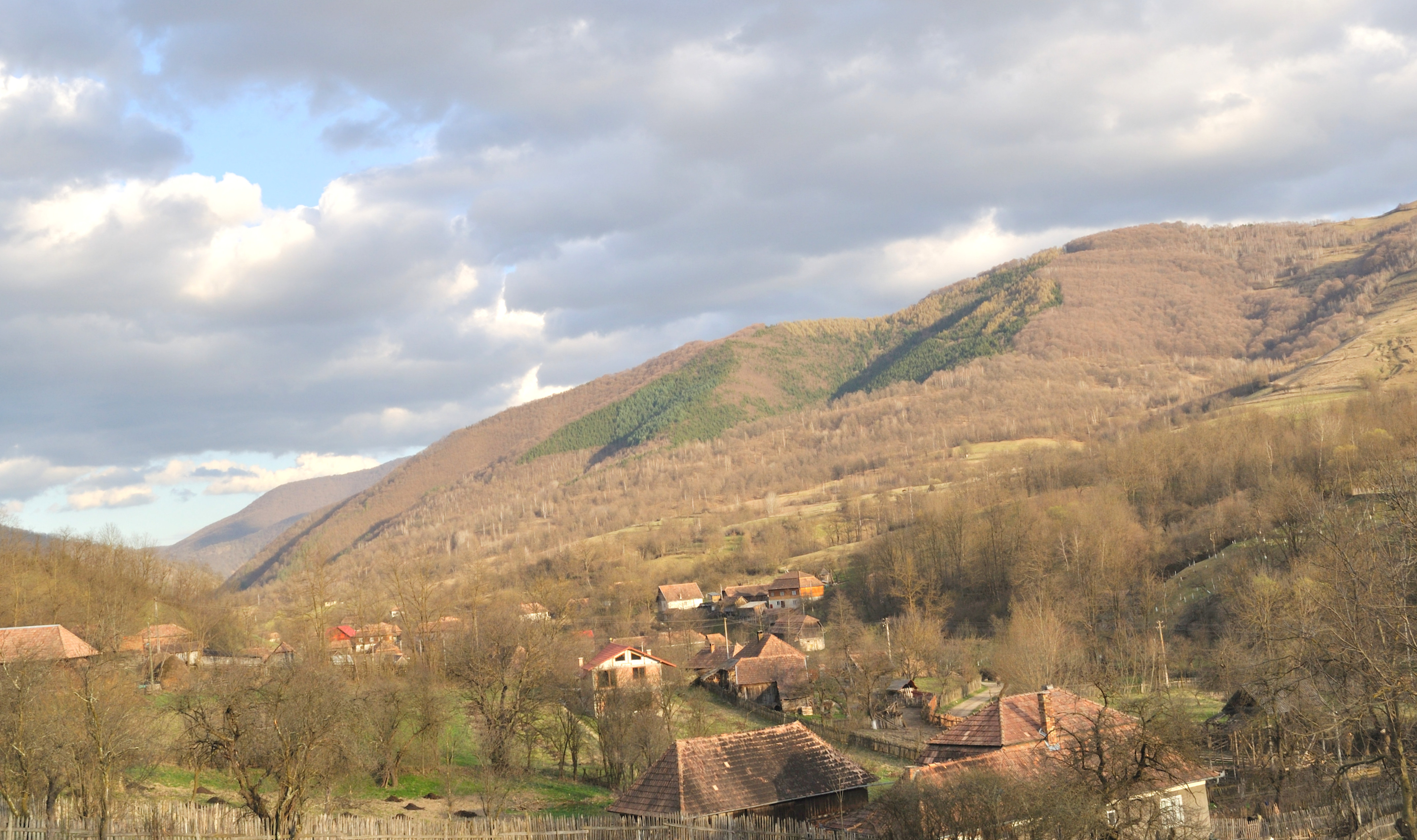
Ocolișel
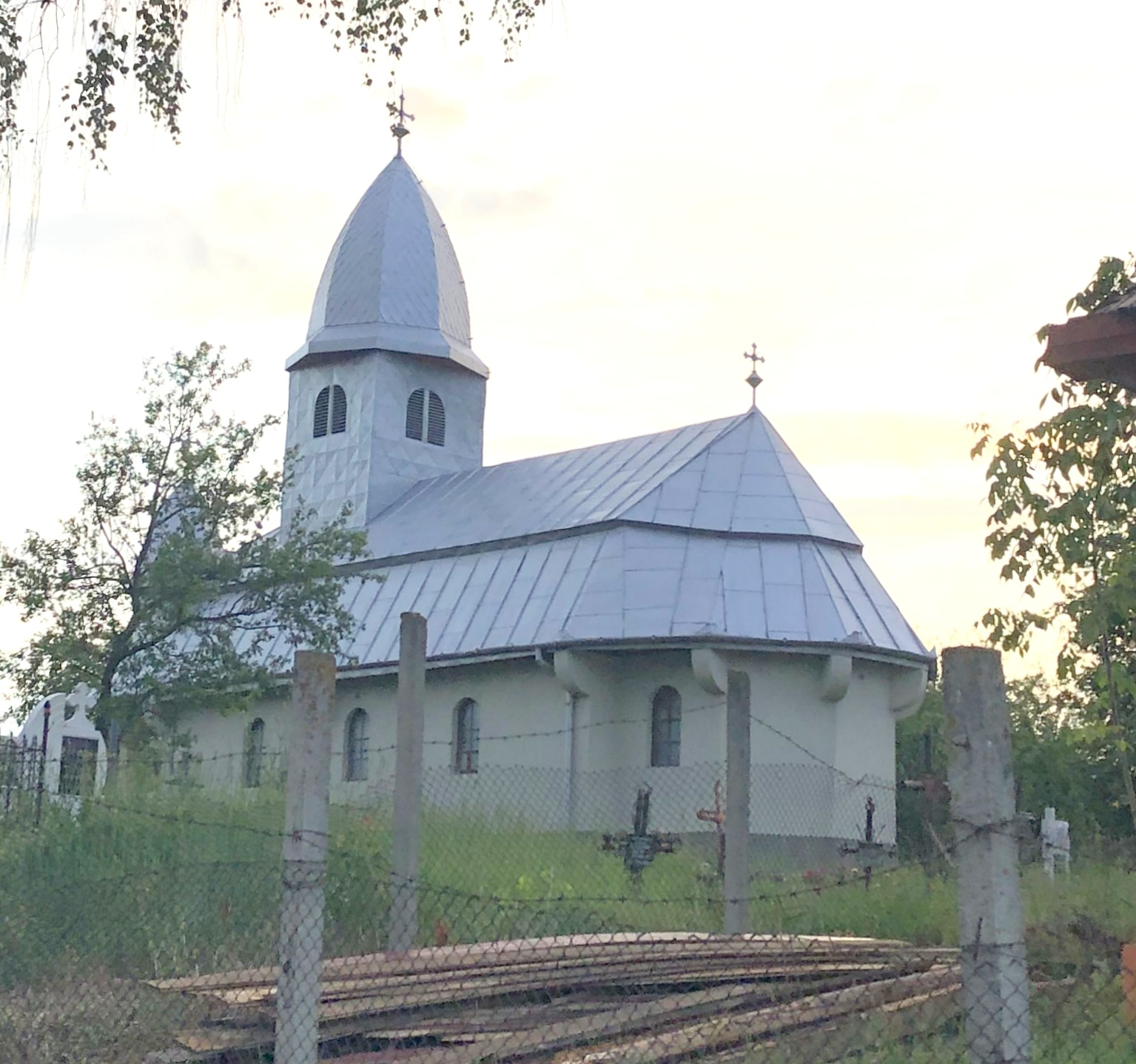
Biserica satului Mașca
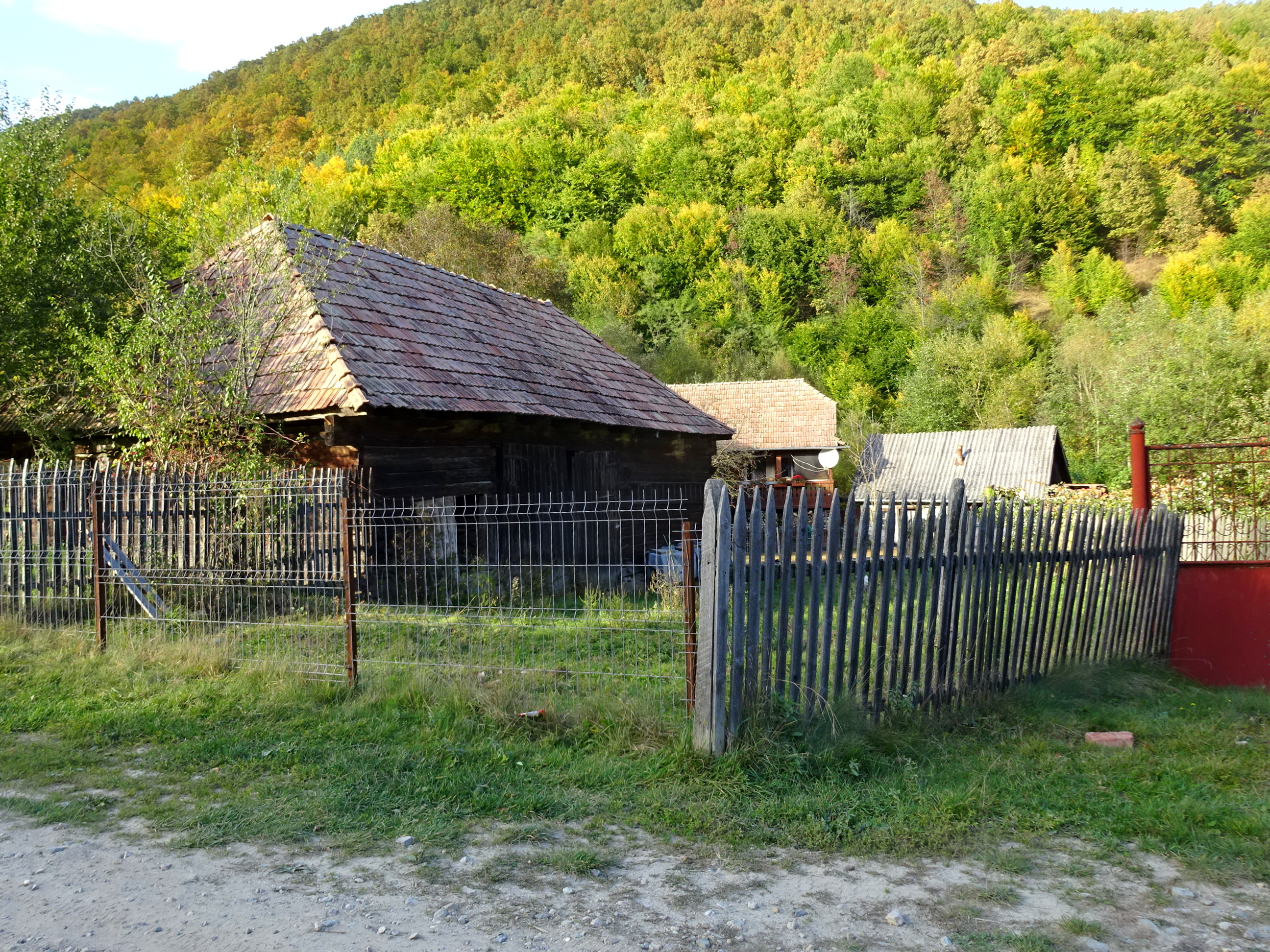
Valea Vadului
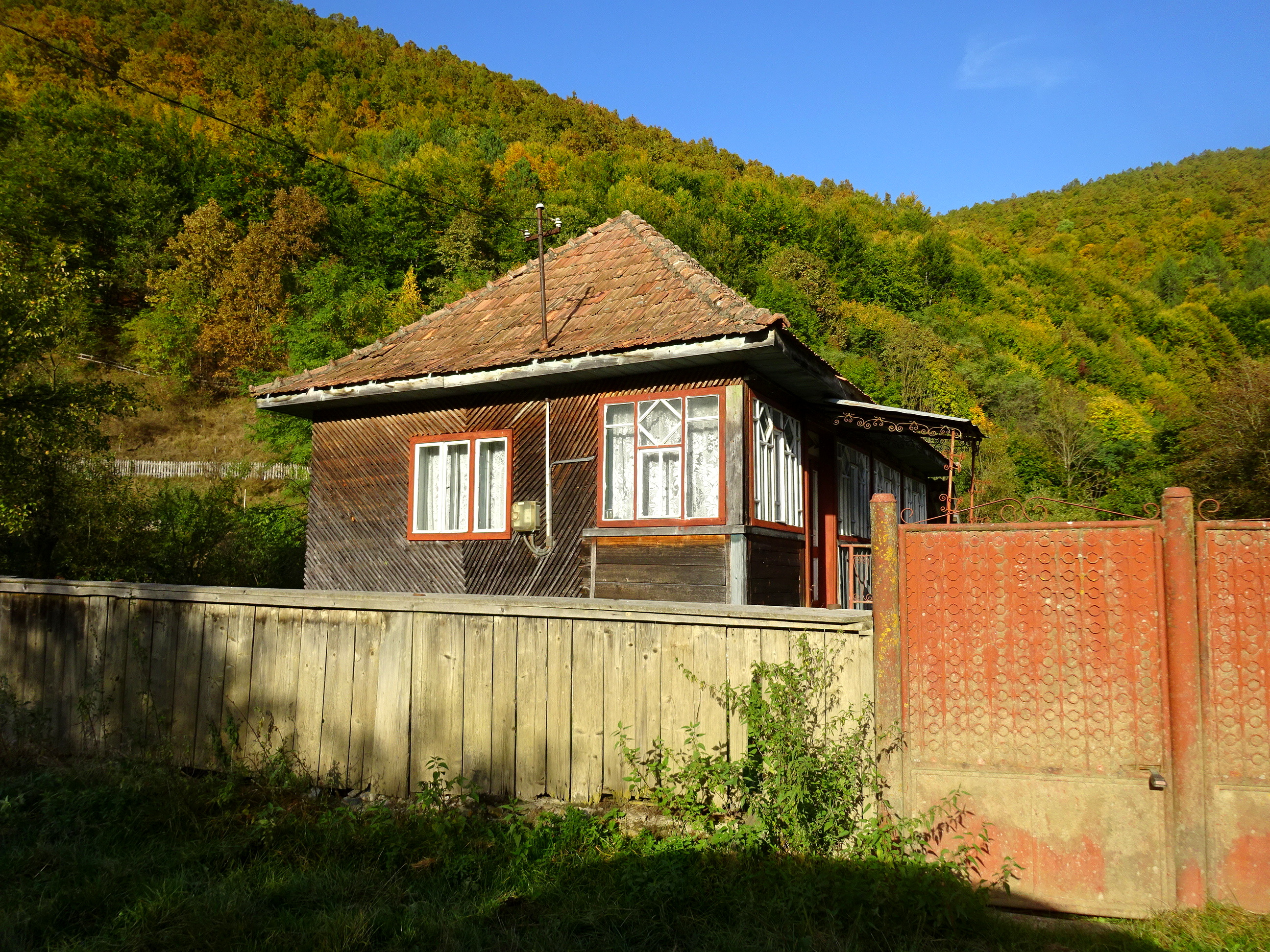
Valea Vadului
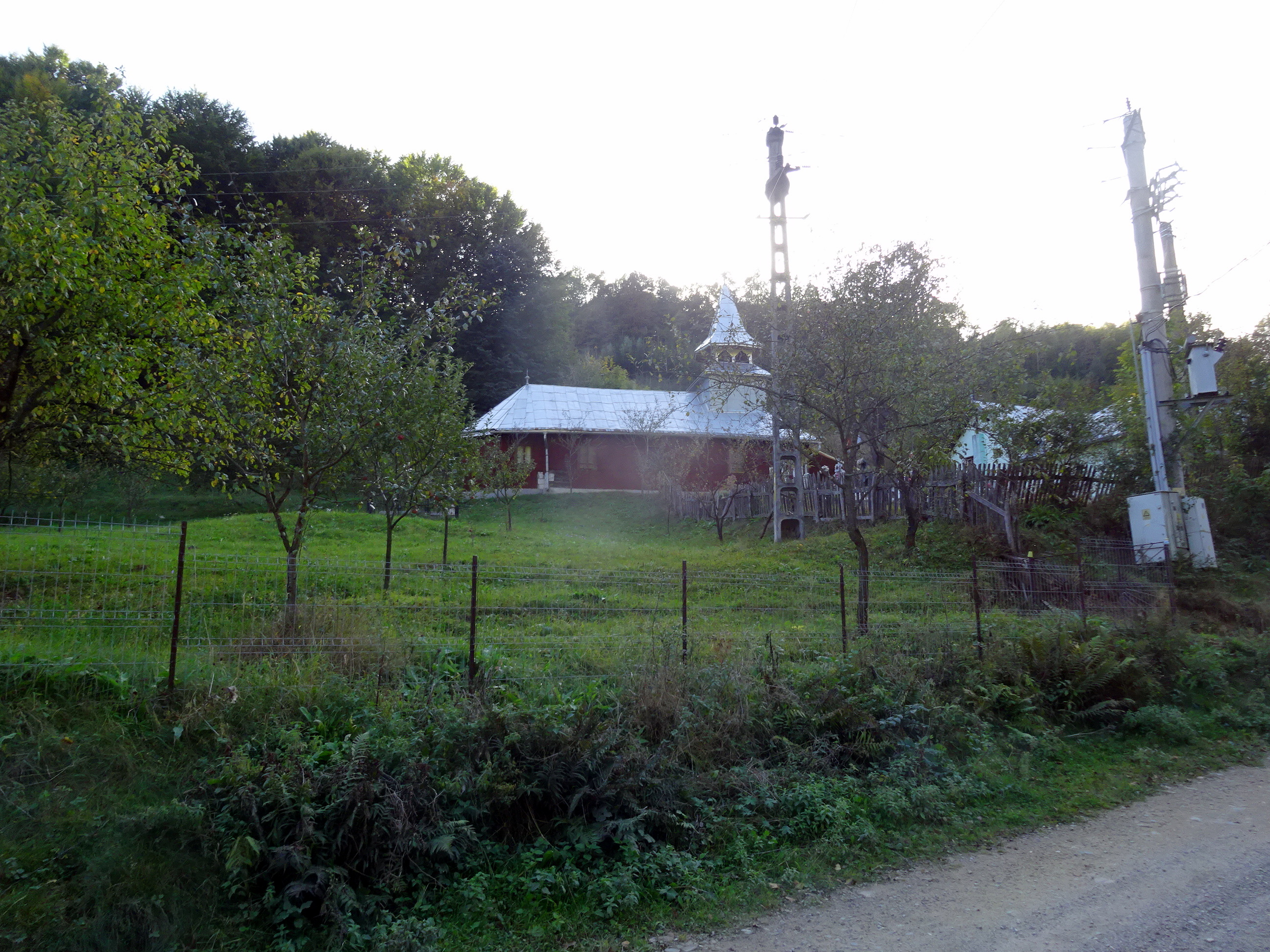
Biserica din lemn de brad cu hramul „Sfinții Apostoli Petru și Pavel”
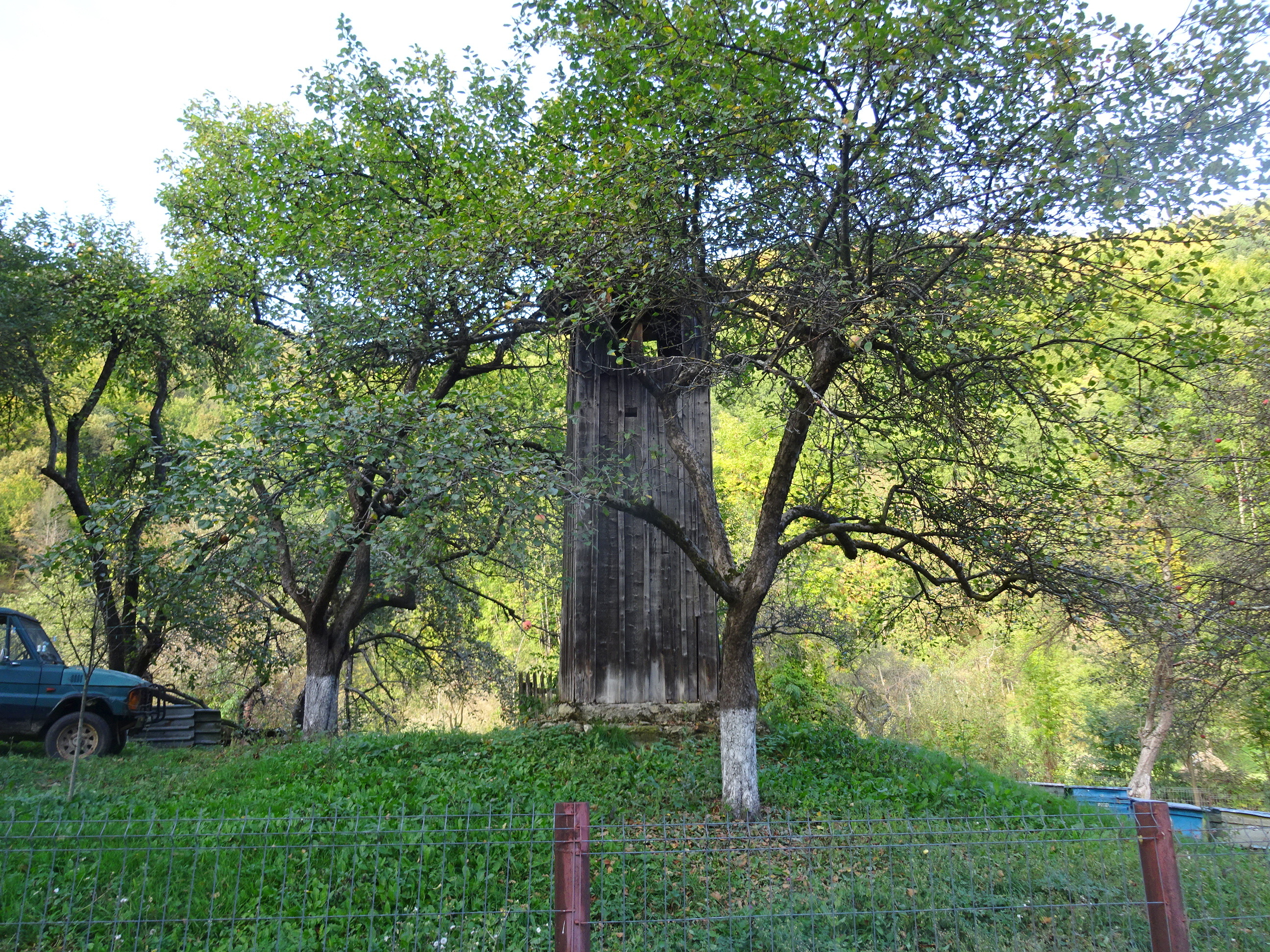
Clopotnița